# Hambacher Forst

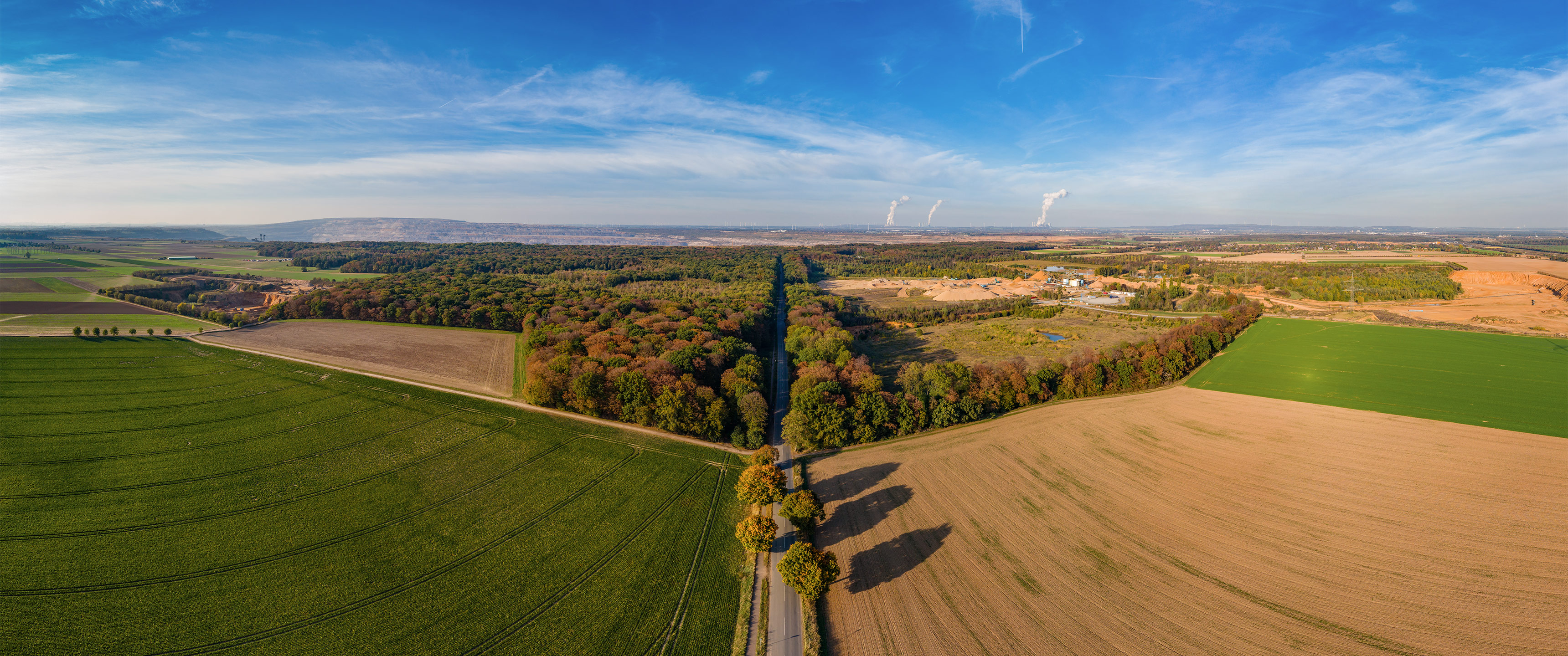
Luftbild Hambacher Forst (Oktober 2018)

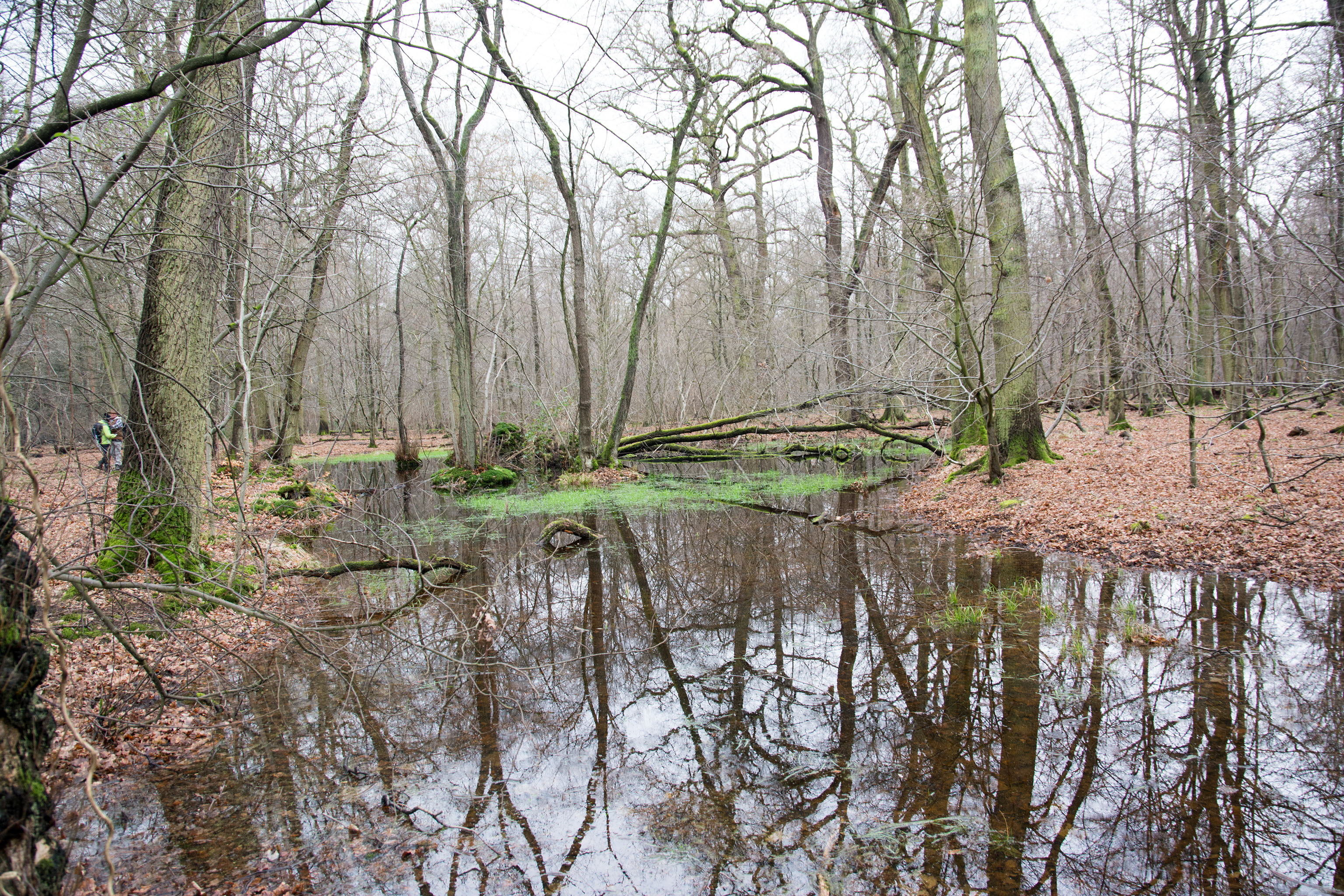
Hambacher Forst (2016)

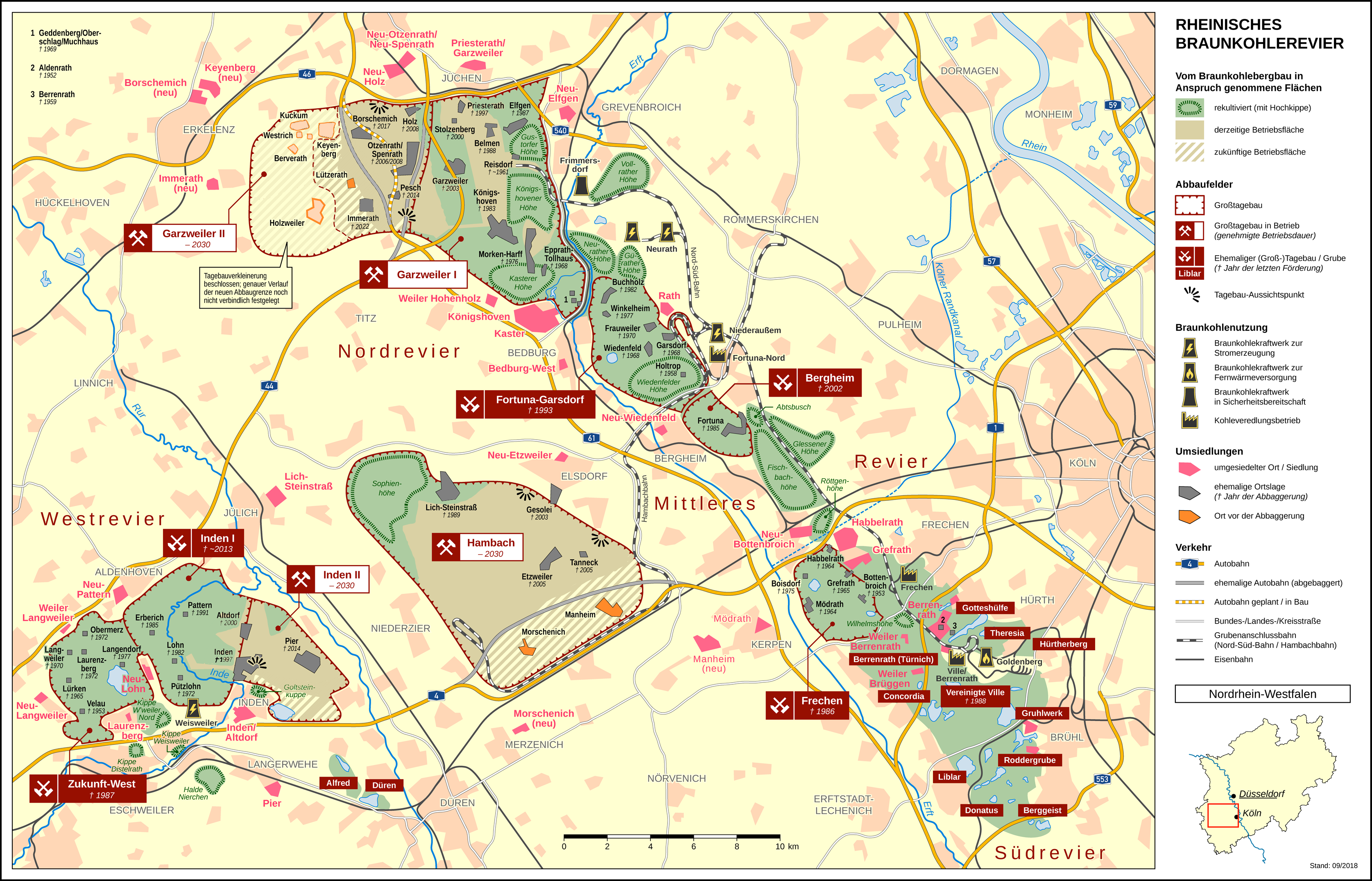
Lage des noch erhaltenen Teils „Hambacher Forst“ zwischen Braunkohle-Abbruchkante und A4/RWE-Hambachbahn im Bereich Morschenich (alt) und Manheim (alt)

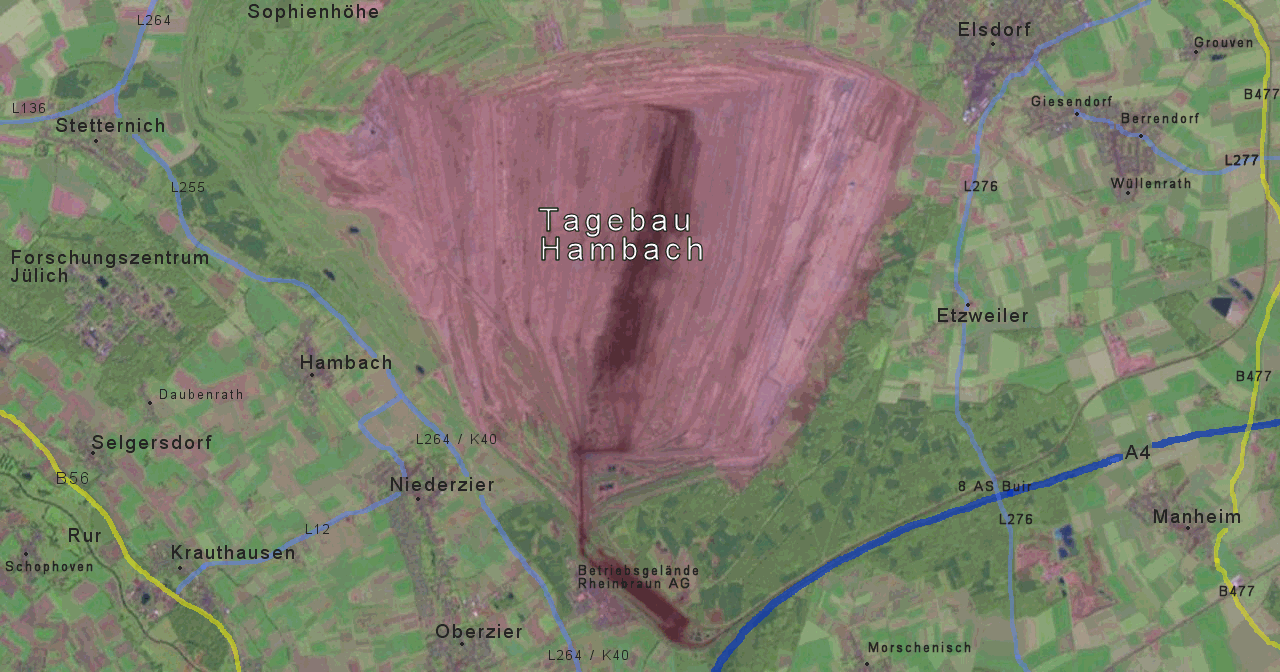
Satellitenaufnahme (Falschfarbendarstellung) des erhaltenen Teils des Hambacher Forsts (südl.) und des Tagebaus Hambach (Stand: 2005), dessen Grube derzeit etwa 7 Kilometer lang und 7 Kilometer breit ist.

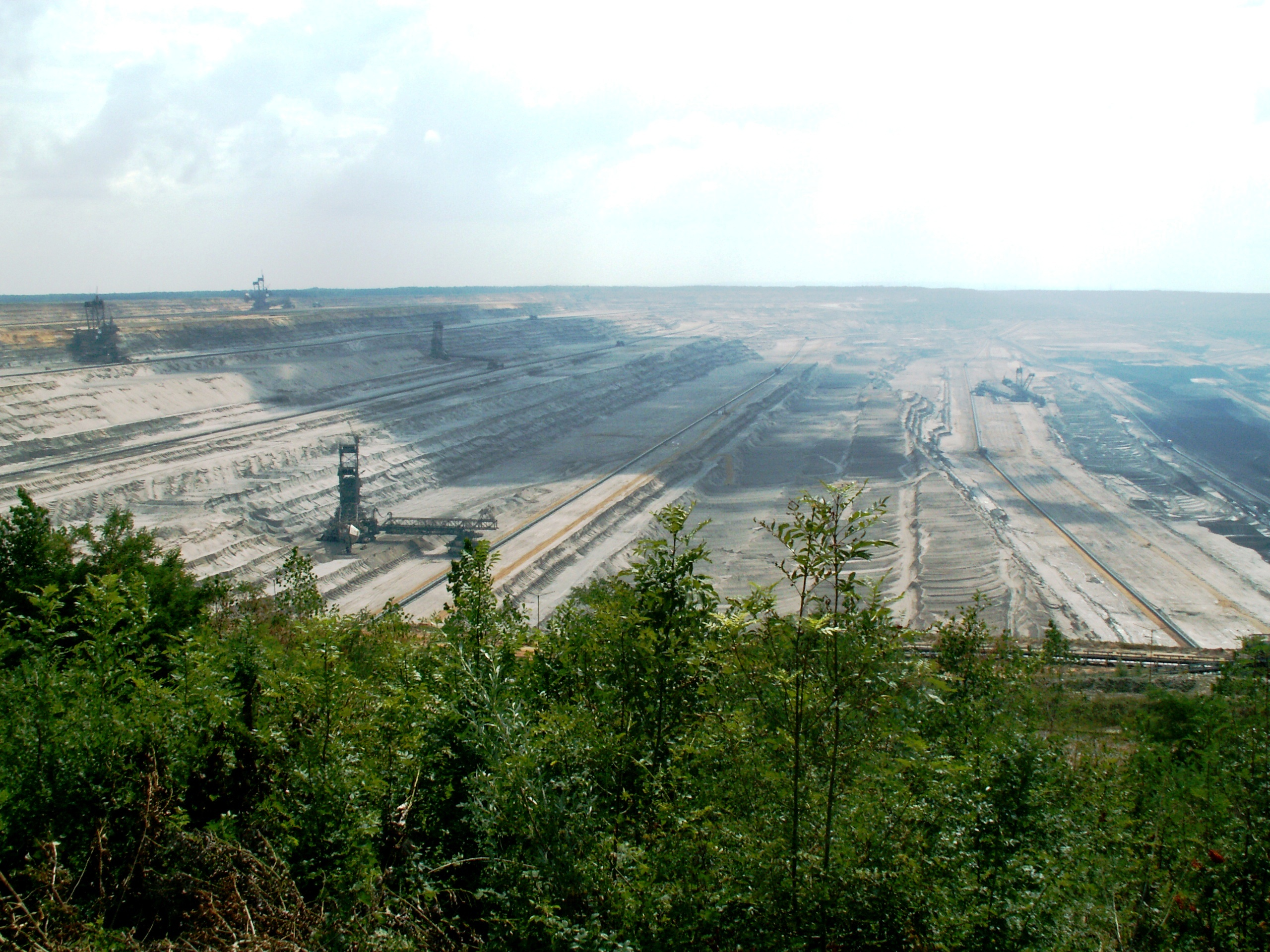
Der Tagebau Hambach vom Aussichtspunkt bei Elsdorf-Angelsdorf gesehen (2006)

Als Hambacher Forst (auch Hambacher Wald oder Hambi) wird ein (im November 2018) noch ca. 500 Hektar großer Wald in Nordrhein-Westfalen (NRW) zwischen Köln und Aachen bezeichnet.

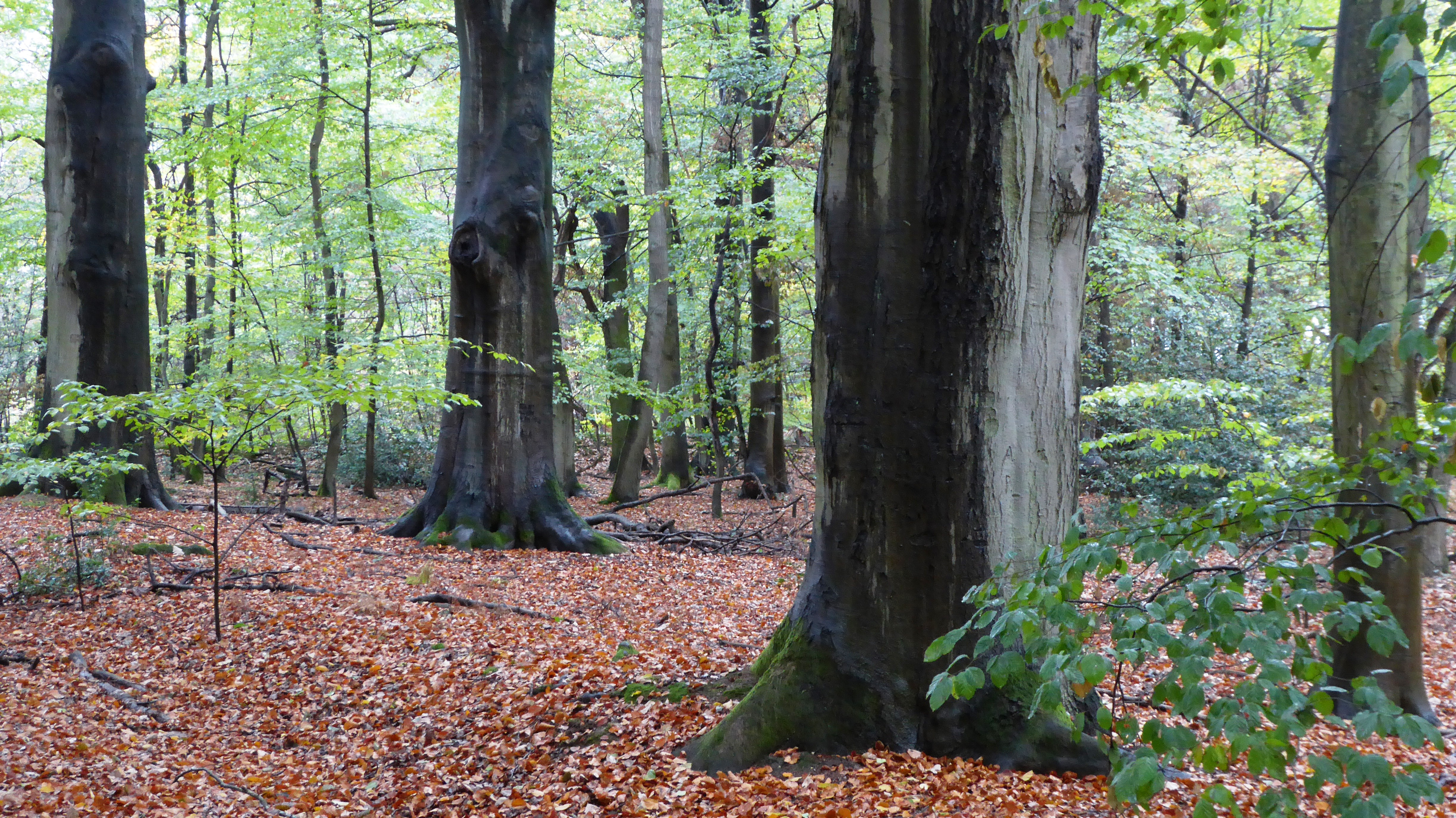
Über 150 Jahre alte Buchen im Hambacher Wald bei Morschenich, auch als Merzenicher Erbwald bezeichnet. Der Wald ist Teil des Hambacher Forstes und durch den fortgeschrittenen Tagebau von anderen Waldteilen abgeschnitten. Er ist Teil des vom BUND NRW vorgelegten Konzeptes für ein FFH-Gebiet Hambacher Wald.

Der Hambacher Forst besteht aus folgenden drei Teilflächen: heutiger Lindenberger Wald zwischen Stetternich und Hambach am Rand der Sophienhöhe, Merzenicher Erbwald südlich der alten A 4 (ca. 250 ha), Reste des Blatzheimer Erbwaldes und der Probstei bei Buir (ca. 200 ha). Der verbliebene Teil des Hambacher Forsts liegt überwiegend im Gebiet der Stadt Kerpen, der westliche Teil in der Gemeinde Merzenich.
Seit den 1970er Jahren rodet der Energieversorger RWE den Wald zur Erweiterung seines Hambacher Braunkohle-Tagebaus.
Vor Beginn der Rodungen hatte der im zehnten Jahrhundert erstmals urkundlich erwähnte und früher Bürgewald genannte Wald eine Fläche von 4100 Hektar. Der größte Teil des Waldes gehört vegetationskundlich zu den Eichen-Hainbuchen-Wäldern. Diese sind im Anhang I der FFH-Richtlinie aufgeführt und gelten laut Bundesamt für Naturschutz als „weit, aber lückenhaft verbreitet“. In dem Wald leben seltene und europarechtlich geschützte Tiere wie Bechsteinfledermaus, Springfrosch, Haselmaus und Mittelspecht.
Der Hambacher Forst gilt als Symbol des Widerstands der Anti-Kohlekraft-Bewegung gegen die Umweltzerstörung und Klimaschädigung durch die Kohlewirtschaft sowie des bevorstehenden Kohleausstiegs als Teil der Energiewende.
Nachdem die für den Bergbau in Nordrhein-Westfalen zuständige Bezirksregierung Arnsberg den Hauptbetriebsplan des Tagebaus 2018 bis 2020 genehmigt hatte und eine Verbandsklage vom Bund für Umwelt und Naturschutz Deutschland (BUND) abgewiesen wurde, wollte die RWE AG weitere Teile des Hambacher Forsts roden. Aus Gründen des Brutschutzes nach dem Bundesnaturschutzgesetz war dies nur zwischen dem 1. Oktober und Ende Februar möglich. Laut Gericht erklärte RWE damit längstens bis zum 14. Oktober 2018 zu warten.
Der BUND erhob am 20. April 2018 erneut Klage gegen den genehmigten Hauptbetriebsplan, er sah im Hambacher Wald die Kriterien eines europäischen Naturschutzgebietes gegeben. Am 5. Oktober verfügte das Oberverwaltungsgericht für das Land Nordrhein-Westfalen in Münster in Folge einer weiteren Klage des BUND gegen die Abholzung des Hambacher Forsts einen vorläufigen Rodungsstopp bis zur erneuten Bewertung des Sachverhalts.
Nach Plänen des Energiekonzerns RWE und dem beantragten, vom BUND beklagten Hauptbetriebsplan 2018–2020 sollten die verbliebenen ca. 200 ha des Waldstückes bei Buir 2018 bis auf weniger als 100 ha abgeholzt werden. Erhebliche Auseinandersetzungen mit Baumbesetzern auf Baumhäusern im Hambacher Forst wurden erwartet. Die schwarz-gelbe Landesregierung unter Armin Laschet (CDU) entschloss sich im September 2018 für eine Räumung der seit 2012 im Wald existierenden Baumhäuser aus Brandschutzgründen. Sie begründete den Schritt als notwendig, um die Sicherheit der Besetzer zu gewährleisten. Einen Zusammenhang mit den ab Oktober geplanten Rodungen wies die Landesregierung zurück. Das Verwaltungsgericht Köln urteilte im September 2021, die Räumung sei rechtswidrig gewesen. Die Landesregierung habe die Räumung rechtlich mangelhaft begründet; die Behauptung, die Baumhäuser hätten Brandschutzmängel, sei vorgeschoben gewesen. Das Oberverwaltungsgericht für das Land Nordrhein-Westfalen in Münster entschied nach der Berufungsverhandlung Mitte Juni 2023 gegen das Urteil aus Köln und urteilte, dass die Räumung doch rechtens war.
Nachdem im Herbst 2018 die Rodung durch das Oberverwaltungsgericht für das Land Nordrhein-Westfalen vorerst gestoppt wurde und eine Großdemonstration am Wald mit ca. 50.000 Teilnehmern stattfand, stellte die Landesregierung die Räumung ein. Nach Schätzungen der Gewerkschaft der Polizei leistete die Polizei insgesamt rund eine Million Arbeitsstunden in den fünf Wochen der Räumung.
Im Januar 2020 fand ein Spitzentreffen der Bundesregierung und der vier vom Kohleausstieg betroffenen Bundesländer statt. Sie vereinbarten unter anderem den Erhalt des Hambacher Forstes.
Später wurde der Ausstieg aus der Kohleverstromung in Deutschland konkretisiert.

## Geografie

### Lage und Größe des Waldgebiets
Ursprünglich, vor der teilweisen Rodung im Zuge des Braunkohletagebaus Hambach, erstreckte sich auf über 4000 Hektar ein Waldgebiet zwischen Elsdorf und Niederzier, je zur Hälfte im Kreis Düren und im Rhein-Erft-Kreis.
Der noch erhaltene Teil des Waldes, welcher heute als „Hambacher Forst“ bezeichnet wird, liegt unmittelbar nördlich und südlich der alten Bundesautobahn A4 und nördlich der neuen A4 mit der parallel hierzu neu angelegten Eisenbahntrasse der Hambachbahn sowie im Einzugsbereich der teilweise bereits umgesiedelten Ortschaften Bürgewald (bis 2024 Morschenich) und Manheim (alt), nördlich von Morschenich-Neu bzw. nordwestlich von Manheim-neu. Zuständig als Untere Forstbehörde ist das Forstamt Eschweiler.

### Waldeinteilung
Der komplette Bürgewald wurde jahrhundertelang als Allmende genutzt. Mit der Bürgebuschordnung von 1562 wurde der Wald in vier Quartiere aufgeteilt, nämlich in das Arnoldsweiler-, Steinstraßer, Elsdorfer- und Manheimer Quartier. Dadurch wurde die Nutzung des Waldes übersichtlicher. Rund 200 Jahre später wurden die Quartiere nochmals geteilt. Den Gemeinden wurde am 2. April 1775 die ihnen am nächsten gelegenen Waldstücke zugeteilt. So bekam der Bürgewald kleinere Unterteilungen mit bestimmten Namen. Die Waldstücke, welche auf „Bürge“ enden, waren im Besitz der einzelnen Gemeinden. In der ersten verfügbaren topografischen Karte von 1902 sind viele der damals vorhandenen Waldstücke namentlich genannt.

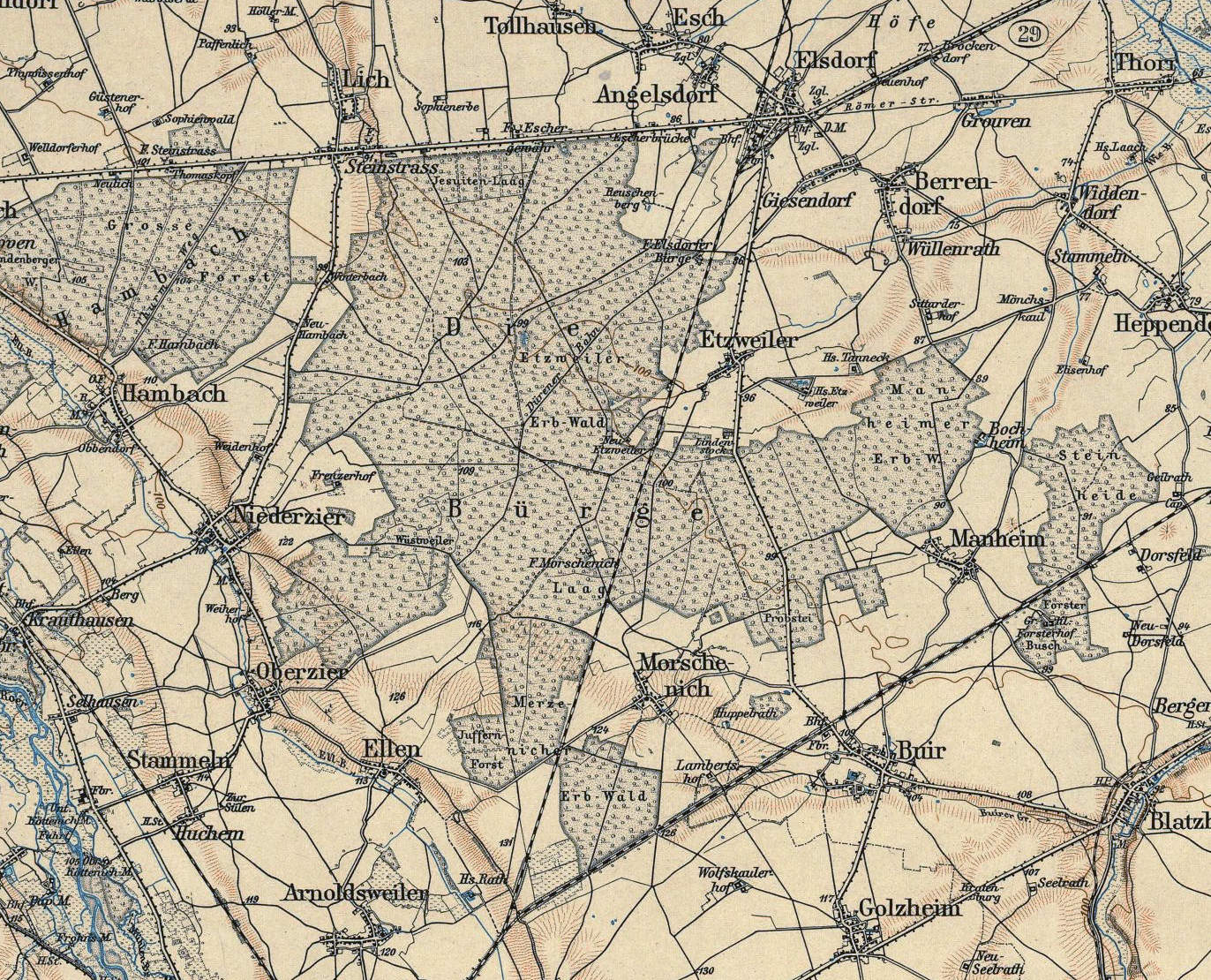
Die Topografische Karte TK 50 Düren von 1902 mit dem damaligen Bürgewald und einzelner Waldstücke. Quelle: Geobasis NRW

Folgende Waldstücke im Bürgewald gab es beziehungsweise gibt es:
- Arnoldsweiler Bürge a,
- Buirer Bürge,
- Broisterd,
- Die Dickten (um 1900 abgeholzt),
- Düppenter,
- Ellener Bürge a,
- Elsdorfer Bürge a,
- Der Laag a,
- Escher Bürge a,
- Escher Gewehr a,
- Etzweiler Bürge a,
- Golzheimer Bürge,
- Hambacher Bürge a,
- Jesuitenlaag a,
- Juffern Forst (nach 1900 abgeholzt),
- Kelzer Busch (um 1900 abgeholzt),
- Lindenberger Wald,
- Manheimer Bürge
- Manheimer Erbwald (nach 1912 abgeholzt),
- Merzenicher Bürge a,
- Merzenicher Erbwald,
- Morschenicher Bürge,
- Niederzierer Bürge a,
- Oberzierer Bürge a,
- Oberzierer Förstchen (um 1900 abgeholzt),
- Probstei,
- Steinstraßer Bürge a und
- Wüstweiler.

Die Steinheide zwischen Manheim und Geilrath sowie der Lörsfelder Busch bei Kerpen gehören ebenfalls zur Bürge. Die beiden Wälder waren noch bis circa 1900 mit dem Kernwald verbunden, wurden jedoch durch Abholzung voneinander getrennt. Beide Wälder werden nicht vom Tagebau Hambach abgebaggert.

## Vegetation und Flora
Der größte Teil des Waldes wurde nach vegetationskundlichen Kartierungen als (Sternmieren-) Eichen-Hainbuchen-Wald charakterisiert. Nur kleinräumig finden sich in Mulden Übergänge zum Buchen-Eichenwald (Fago-Quercetum) in einer staunassen Ausprägung mit Pfeifengras. Der etwas kontinental getönte Waldtyp wird in der Baumschicht aufgebaut aus Stieleiche, Hainbuche und Winterlinde, stellenweise mit Beteiligung von Rotbuche und Bergahorn (nur auf etwas trockeneren Standorten). Typische und weit verbreitete Arten der Krautschicht sind Große Sternmiere, Buschwindröschen, Flattergras, Hain-Veilchen. Im Vergleich zu anderen Eichen-Hainbuchen-Wäldern auffallend häufig ist das Maiglöckchen (Convallaria majalis), eine etwas wärmeliebende Art. Nach ihr hat der Vegetationskundler Werner Trautmann 1973 eine eigene „Convallaria-Rasse“ des Eichen-Hainbuchen-Walds definiert, die ihren Verbreitungsschwerpunkt in den Bürgewäldern und der Ville hat. Der Eichen-Hainbuchen-Wald stockt, wie typisch für die Sternmieren-Variante dieses Waldtyps, auf Böden, die zur Staunässe neigen. Der Bodentyp ist ein Pseudogley, in etwas trockeneren Lagen im Übergang zur Parabraunerde auf Lösslehm. Wahrscheinlich blieb der Wald in der Agrarlandschaft der Ville hier nur erhalten, weil die staunassen Böden weniger geeignet zur Ackernutzung sind. Eigentliche Nässezeiger oder gar Sumpfarten fehlen aber. Lokal tritt die durch Staunässe geförderte Rasenschmiele hervor.
Der Hambacher Wald gilt als Waldgebiet mit besonderer ökologischer Wertigkeit. Nachteilige Einflüsse schon vor der Tagebauplanung waren in den naturnahen Wald eingesprengte Flächen mit Nadelholzforsten (etwa ein Drittel der Gesamtfläche) und alte Entwässerungsmaßnahmen, etwa Entwässerungsgräben. Weite Teile des Waldes entsprechen aber noch dem natürlichen Zustand mit entsprechend artenreicher und schutzwürdiger Flora und Fauna. Große Teile des Waldes besitzen Eignung als Naturschutzgebiet.
Die ältesten Bäume sind ca. 350 Jahre alt. Der Baumbestand ab einem gewissen Mindestumfang des Stammes liegt nach Angaben von RWE im Waldteil bei Buir derzeit bei ca. 43.000 Bäumen, verteilt auf ungefähr 200 Hektar.
Ein Besichtigen des Waldes und seiner Artenvielfalt unter sachkundiger Anleitung von Waldpädagogen ist seit 2014 möglich. Nach eigenen Angaben dieser wurden derartige Angebote bis zum Beginn der Räumung im September 2018 von etwa 14.000 Besuchern wahrgenommen.

### Fauna

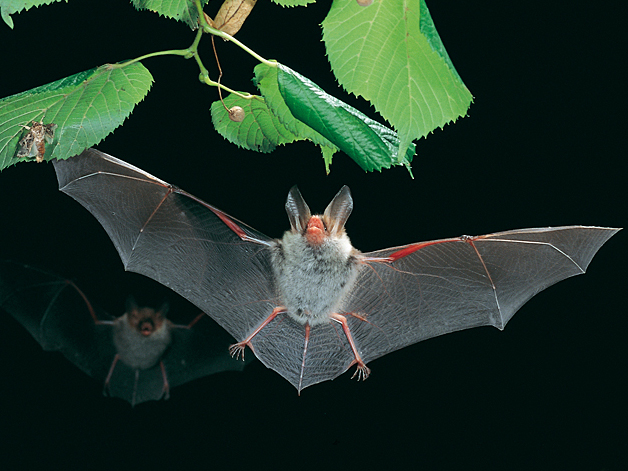
Bechsteinfledermaus

Der Wald beherbergt zwei Kolonien der vom Aussterben bedrohten Bechsteinfledermaus, die durch Anlage von speziellen Weideflächen außerhalb des Forsts perspektivisch in andere Wälder im Umkreis des Tagebaus gelockt werden sollen. Seit dem Frühjahr 2018 ist bekannt, dass RWE im gesamten Hambacher Forst die Baumhöhlen der Fledermäuse verschließt. Nach eigener Aussage erfolgt dies zum Schutz der Tiere, wegen der geplanten Rodung des Waldes. Nach einem Bericht der Rheinischen Post erhob der BUND gegenüber der Naturschutzbehörde des Kreises Düren den Vorwurf, die Vertreibung der Fledermäuse zu decken. Das Umweltamt wies die Vorwürfe zurück mit der Begründung, beim Verschließen der Höhlen handelte es sich „nicht zwangsläufig“ um einen artenschutzrechtlichen Verstoß.
Nach Angaben des Umweltverbandes BUND siedelten 2012 im bis 2030 von der Abbaggerung betroffenen Waldgebiet, das aus 226 Hektar „wertvollster Waldflächen“ bestehe, zwölf streng geschützte Fledermausarten. Insgesamt seien 142 geschützte Tierarten vorhanden.
Im Hambacher Forst wurden Horste zahlreicher Greifvögel und insgesamt 50 Brutpaare des bedrohten Mittelspechts, einer Spechtart mit besonderer Bindung an alte Eichenwälder, gezählt.

## Name

### Hambacher Forst oder Bürgewald
Mit den Namen Hambacher Forst und Bürgewald sind eigentlich zwei unterschiedliche Wälder gemeint. Der Hambacher Forst liegt bzw. lag zwischen Jülich, Stetternich, Lich-Steinstraß, Hambach und Selgersdorf, der Bürgewald zwischen Lich-Steinstraß, Elsdorf, Manheim, Merzenich und Niederzier.
Die Bürge trennt die Jülich-Zülpicher Börde in die Jülicher Börde im Norden und die Zülpicher Börde im Süden, naturräumlich wird sie als Untereinheit (554.0) der Haupteinheit Jülicher Börde (554) zugerechnet.
Die Bezeichnung „Hambacher Forst“ für den Bürgewald ist strenggenommen falsch. Das ursprünglich als Hambacher Forst bezeichnete Waldgebiet befindet sich nördlich des Bürgewaldes zwischen Jülich, Hambach und Lich-Steinstraß und ist in Teilen noch erhalten. Der Hambacher Forst war in zwei Teile, nämlich den Selgenbusch, in dem sich seit 1958 das Forschungszentrum Jülich befindet, und den Großen Forst unterteilt. Obwohl beide Teilwälder durch Abholzung seit dem Mittelalter kein durchgehendes Waldgebiet mehr bildeten, waren sie trotzdem in Verwaltung und Nutzung eng miteinander verbunden und gehörten zusammen, deshalb auch die gemeinsame Bezeichnung als „Hambacher Forst“. Während der westliche Teil des Forsts, der Selgenbusch, nicht von der Abbaggerung betroffen und erhalten ist, wurde der östliche Hambacher Forst, der sogenannte Große Forst, ab 1978 weitgehend abgeholzt und durch den Tagebau Hambach abgebaggert. Nur eine kleine Fläche, der heutige Lindenberger Wald zwischen Stetternich und Hambach, blieb hier vom ursprünglichen Forst erhalten. Auf der übrigen Fläche dieses Forsts entsteht seitdem die Sophienhöhe. Der östliche Hambacher Forst war der erste Wald, der im Zuge des Aufschlusses des Tagebaus Hambach gerodet wurde.
Tagebaubetreiber Rheinbraun, jetzt RWE, übertrug den Namen Hambacher Forst mit Beginn der Abholzung und Abbaggerung des Bürgewaldes auch auf diesen Wald, obwohl der Bürgewald geschichtlich seit dem frühen Mittelalter vom Hambacher Forst sowohl in Verwaltung als auch Nutzung stets getrennt war. So gehörten weder Hambach, noch Stetternich oder Selgersdorf zu den am Bürgewald beteiligten Orten. Gründe für die Übertragung des Namens sind nicht bekannt. Wahrscheinlich ist aber, dass sich der Name „Hambacher Forst“ in Abhängigkeit zu dem von Rheinbraun bzw. RWE seit 1978 betriebenen Braunkohletagebau „Tagebau Hambach“ auch für den Bürgewald etablierte.
Die beiden Begriffe Bürgewald bzw. Die Bürge werden seit Beginn der 2010er Jahre in der öffentlichen Debatte immer seltener verwendet. In der Bevölkerung waren die ursprünglichen Bezeichnungen bis dahin noch sehr gebräuchlich. Im Zuge des Kampfes um den Erhalt der Reste des Waldes und der dabei geführten öffentlichen Debatte scheint sich die neue Bezeichnung Hambacher Wald gegenüber der auf den Bürgewald übertragenen Bezeichnung Hambacher Forst allmählich durchzusetzen.

### Etymologie: Bürgewald oder Bürge
Für die beiden korrekten Bezeichnungen „Bürgewald“ oder „Die Bürge“ finden sich unterschiedliche Herleitungen:
- Sieper leitet den Namen von dem altsächsischen Begriff borgian, was so viel wie behüten bedeutet, und dem mittelniederdeutschen Wort borghen ab, was beschirmen bedeutet. Beide Begriffe deuten darauf hin, dass der Bürgewald ein Volksschutzgebiet für die im Umkreis wohnende Bevölkerung war.[39]
- Schläger argumentiert, dass es ursprünglich einen einheitlichen Reichswald gab, den von der Burg in Düren verwalteten Burgwald, dessen Nutzung im Laufe der Zeit verteilt wurde, wobei schließlich alle umliegenden Gemeinden beteiligt wurden.[40]
- Wirtz leitet den Begriff vom keltischen brogilo ab, der Bezeichnung für einen umzäunten Bezirk.[41]

## Archäologie und Geschichte

### Urgeschichte
Die Bördenlandschaft war in vor- und frühgeschichtlicher Zeit meist dicht besiedelt. Im Vorfeld des Braunkohletagebaus finden daher Prospektionen und Ausgrabungen statt, um vorhandene Fundstellen zu lokalisieren und wissenschaftlich zu untersuchen. Allerdings kann nur ein sehr geringer Teil der Fundstellen tatsächlich erforscht werden. Der größte Teil wird durch den Braunkohleabbau zerstört, ohne zuvor eingehend archäologisch untersucht worden zu sein. Notgedrungen wird daher eine Auswahl der bevorzugt zu untersuchenden Fundstellen anhand wissenschaftlicher Fragestellungen, möglicher Bedeutung und chronologischer Einordnung vorgenommen.
Unter Leitung des Frankfurter prähistorischen Archäologen Jens Lüning fanden in der Bürge experimentalarchäologische Versuche zur jungsteinzeitlichen Landwirtschaft statt.

### Antike und Mittelalter

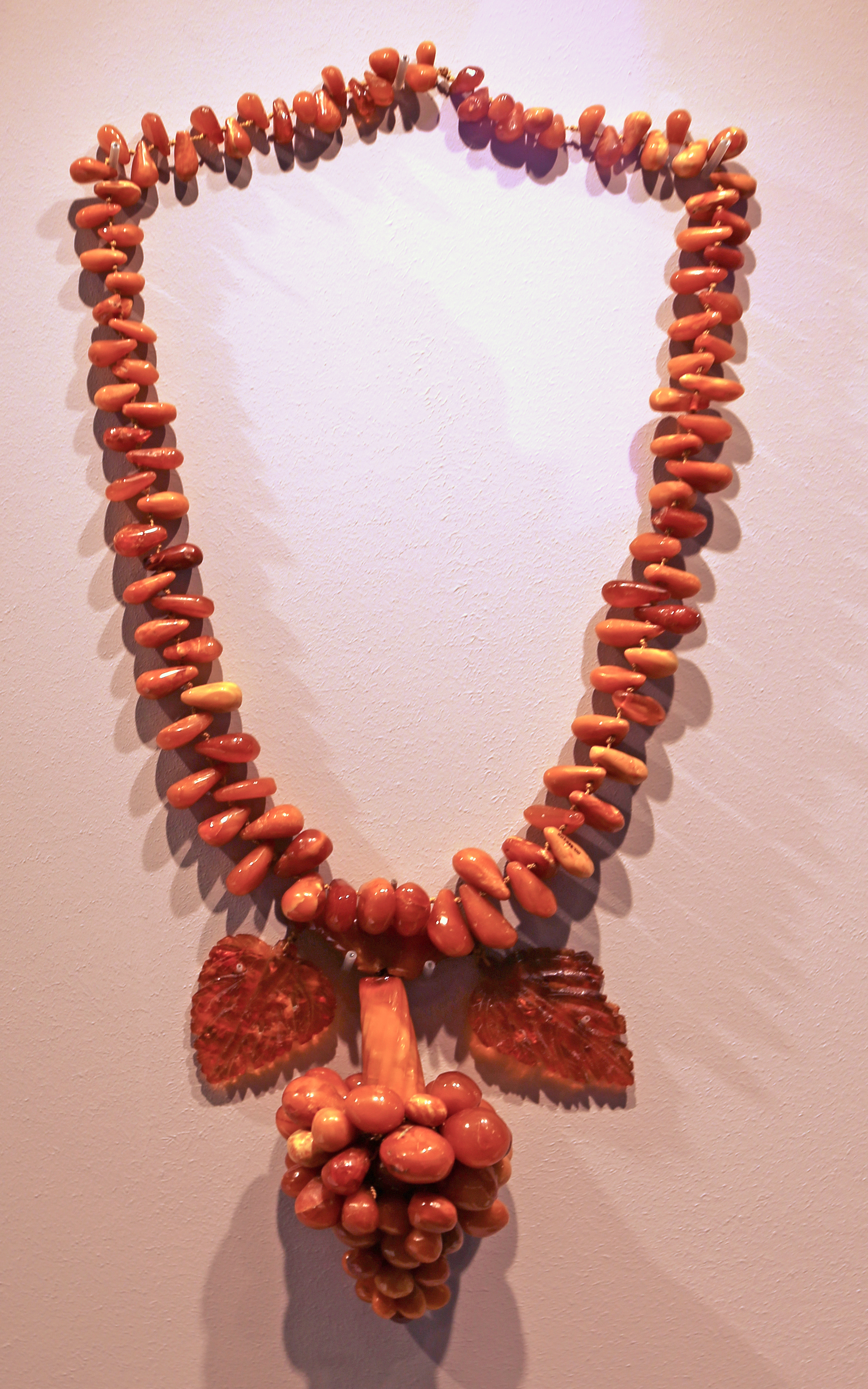
Römisches Collier aus Bernstein (3. Jahrhundert), archäologischer Fund im Hambacher Forst

Seit den 1970er Jahren wurden schwerpunktmäßig römische Fundstellen, insbesondere in Hinblick auf die antike Glasproduktion und Siedlungen bzw. Gutshöfe (sogenannte villae rusticae), untersucht. Die großen und teils reich ausgestatteten Gutshöfe dienten der Versorgung des nahegelegenen römischen Köln (Colonia Claudia Ara Agrippinensium). Für die Spätantike konnten in der Nähe der römischen Fernstraße Köln – Aachen – Lüttich im Bereich des Bürgewaldes sogenannte Burgi, kleine turmartige Befestigungsanlagen aus dem 4./5. Jahrhundert, nachgewiesen werden. Fränkische Gräberfelder (6./7. Jahrhundert) zum Beispiel in der Nähe des ehemaligen Ortes Steinstraß bezeugen eine kontinuierliche Besiedlung auch in der Merowingerzeit. Die frühesten historischen Informationen über den Bürgewald liegen für die Karolingerzeit vor. So soll der heilige Arnold von Arnoldsweiler der Legende nach durch eine List erreicht haben, dass Kaiser Karl der Große ihm den gesamten Wald schenkte. Anschließend habe der Heilige das Areal an die umliegenden Gemeinden weiterverschenkt, um die dort herrschende Armut zu bekämpfen.
Erstmals erwähnt wurde der Hambacher Forst in einer Urkunde vom 25. Juli 973 als burgina. In diesem Dokument bestätigt Kaiser Otto II. auf Anstehen des Kölner Erzbischofs Gero von Köln den Wildbann, den ein König Ludwig der Kölner Kirche geschenkt habe. Ob mit diesem König Ludwig Ludwig der Fromme (regierte 814 bis 840) gemeint ist, kann nicht mit Sicherheit gesagt werden.

### Neuzeit bis 1971
Seit dem 16. Jahrhundert sind Buschordnungen überliefert, die eine nachhaltige Bewirtschaftung des Waldes regeln und zum Teil drastische Strafen bei Holzfrevel und Diebstahl festlegen. Im Jahr 1562 wurde der Bürgewald in vier Quartiere aufgeteilt. Das Arnoldsweiler Quartier umfasste 2382 Morgen, das Elsdorfer Quartier 2382 Morgen, das Manheimer Quartier 1475 Morgen und das Steinstraßer Quartier 1927 Morgen. Insgesamt war der Bürgewald zu dieser Zeit 7975 Morgen und vier Ruten groß.
In den umliegenden Gemeinden versammelten sich zu festen Terminen die genossenschaftlich organisierten Nutzer und hielten Holzgedinge ab. 1775 wurden die vier Quartiere nochmals unterteilt und auf die anliegenden Gemeinden verteilt. Somit war jede Gemeinde für ihr Waldstück selbst verantwortlich. Das Arnoldsweiler Quartier wurde in diesem Jahr in die Arnoldsweiler-, Ellener, Merzenicher, Oberzierer und Niederzierer Bürge unterteilt. Ähnliches geschah auch mit den restlichen drei Quartieren. Diese Waldteile waren den einzelnen genannten Gemeinden zugeteilt.
1939 wurde im Bürgewald zwischen Morschenich und Etzweiler ein Untertagebergwerk zur Förderung von Braunkohle eingerichtet, die Schachtanlage Union 103. Der Betrieb wurde 1955 eingestellt. Zum Ende des Zweiten Weltkrieges rückte im Rahmen der Operation Grenade der 9. US-Armee am 23. Februar 1945 ein Regiment durch den Bürgewald Richtung Erft vor.

## Jüngere Geschichte und Gegenwart

### Gebietsakquise durch die Rheinbraun AG
Im Zuge der fortschreitenden Planungen für den Tagebau Hambach verkauften die am Bürgewald beteiligten Gemeinden sowie private Eigentümer nach und nach zwischen 1967 und 1971 ihre Waldstücke an die damalige Rheinbraun AG und verzichteten damit auf sämtliche Nutzungsrechte.
Seit 1972 und 1973 fand sich in den „Geschäftsberichten der Rheinische Braunkohlenwerke AG in Köln […] stereotyp der Hinweis, daß die vorbereitenden Arbeiten für den Aufschluß des Tagebaus Hambach fortgeführt wurden.“ Auf einer Pressekonferenz im Jahr 1974 „des RWE“ (also der Rheinisch-Westfälisches Elektrizitätswerk AG aus Essen) sagte das Vorstandsmitglied Helmut Meysenburg: „Wir werden den Hambacher Forst aufschließen.“ Damals wurde diskutiert, in welcher Form die Braunkohle genutzt werden sollte – zur Stromerzeugung oder „als Chemierohstoff“. Damals schien es so, als ob die Nutzung der Kernkraft zur Stromerzeugung günstiger würde als die Nutzung der Braunkohle. Die Gemeinden und Gemeindeverbände waren und sind bis heute Großaktionäre des RWE. Es bestanden also von Anfang an enge Kontakte zwischen Unternehmen und Politik.
In einem Artikel des Spiegels vom 30. Mai 1977 wurde der Hambacher Forst als der „größte und wertvollste Eichenbestand des Landes Nordrhein-Westfalens“ bezeichnet. Der 36 Quadratkilometer große Wald wurde seinerzeit „wegen seiner vielfältigen Pflanzen- und Tierwelt von Landschaftspflegern als Naturschutzgebiet vorgeschlagen, vergeblich.“ Erstaunlich sei, dass „sich kaum Protest gegen solche Monstrosität“ rege. Der Hauptschulrektor Manfred Thelen, Vorsitzender der „Hambacher Interessengemeinschaft Tagebaubetroffener“ (HIT) sagte damals: „Hier ist jedem klar, daß es grundsätzlich keine Alternative zur Braunkohleförderung in diesem Raum gibt. Nur über das Maß der Belästigungen muß gesprochen werden.“ Die Bürger und organisierten Bürgerbewegungen seien „lediglich um höhere Entschädigungen oder bessere Grenzwerte für die Lärm- und Luftverschmutzung“ besorgt. Die Rekultivierungsmaßnahmen galten damals als vorbildlich. Es gab aber auch Kritik an den Plänen. So sagte der Pfarrer Peter van Wersch als Seelsorger des Ortes Steinstraß, welcher abgegraben werden sollte, damals öffentlich: „Die Leute von Rheinbraun haben ein Herz wie Stein“ und nannte sie „unchristlich und unmoralisch“, denn „wir werden alle vom Winde verweht“.
Vor Aufschluss des Tagebaus Hambach 1978 gingen die Anteile am Bürgewald von den umliegenden Gemeinden in den Besitz der Rheinbraun AG über. Im Jahr 2003 wurde die Rheinbraun AG mit der damaligen Muttergesellschaft RWE AG fusioniert, und der Wald ging in ihren Besitz über. Der Hambacher Forst wird seit 1978 durch die Rheinbraun AG bzw. die RWE AG mit Fortschreiten des Tagebaus Stück für Stück gerodet.

### Widerstandsbewegung

#### Ursprünge
Im Jahr 1978 gründete sich die Hambach-Gruppe, welche sich gegen die Umsiedlungs- und Abrisspläne einiger Dörfer wandte. Auch in den von den Tagebauen Inden und Garzweiler bedrohten Ortschaften bildeten sich vergleichbare Gruppen, welche untereinander aber nur wenig vernetzt waren.
Bezüglich des kirchlichen Widerstandes kann beispielhaft auf das Jahr 1988 verwiesen werden, in dem der evangelische Pfarrer Dieter Schmitten (*1934, 1964–1996 Pfarrer in Düren) einen Gottesdienst unter der Überschrift „Im Norden schreit die Erde“ abhielt. Das Gotteshaus wurde daraufhin während des Gottesdienstes von Mitarbeitern der RWE/Rheinbraun gestürmt. Der Hambacher Wald liegt auf dem Gemeindegebiet. Seit dieser Zeit engagiert sich die Gemeinde gegen die Zerstörung durch die Tagebaue in der Region, veranstaltet Gespräche, verbreitet Stellungnahmen, hilft Proteste öffentlich zu machen und versucht, mit anderen Institutionen alternative Wege zu suchen. Bei den Protesten im Jahr 2018 nahmen Mitglieder des Pfarrkollegs der Gemeinde an Sitzblockaden im Wald teil.
Auch größere Naturschutzverbände waren an den Widerstandsbestrebungen beteiligt. 2004 protestierten Aktivisten von Greenpeace erstmals mit aufsehenerregenden Aktionen gegen das weitere Abbaggern des Waldes. 2009 erhob der BUND erstmals Klage gegen RWE.

#### Besetzung der Waldgebiete

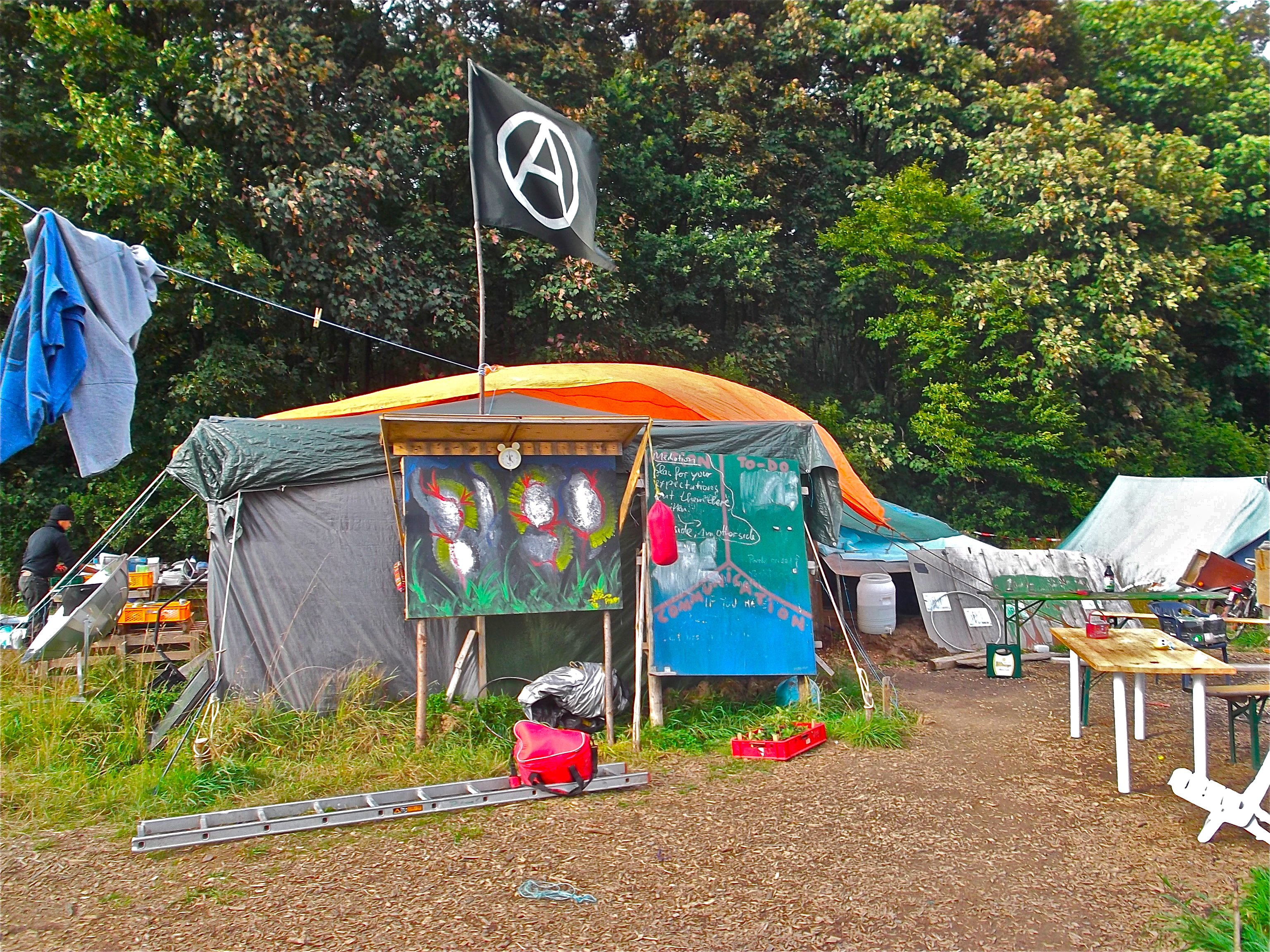
Im Protestcamp (2013)

Von Mitte April bis Mitte November 2012 hielten Abholzungsgegner einen kleineren Teil des Walds besetzt. Am 13. November 2012 wurde mit der Räumung des Camps begonnen. Ein einzelner Abholzungsgegner harrte vier Tage lang in einem selbst angelegten Tunnel sechs Meter unter der Erde aus. Alle 27 Ermittlungsverfahren gegen die Besetzer wurden eingestellt.
Im September 2013 wurde der Wald erneut besetzt. Die Besetzung wurde im März 2014 mit großem Polizeiaufgebot geräumt. Nur einen Monat später wurde der Wald an mehreren Stellen wieder besetzt.

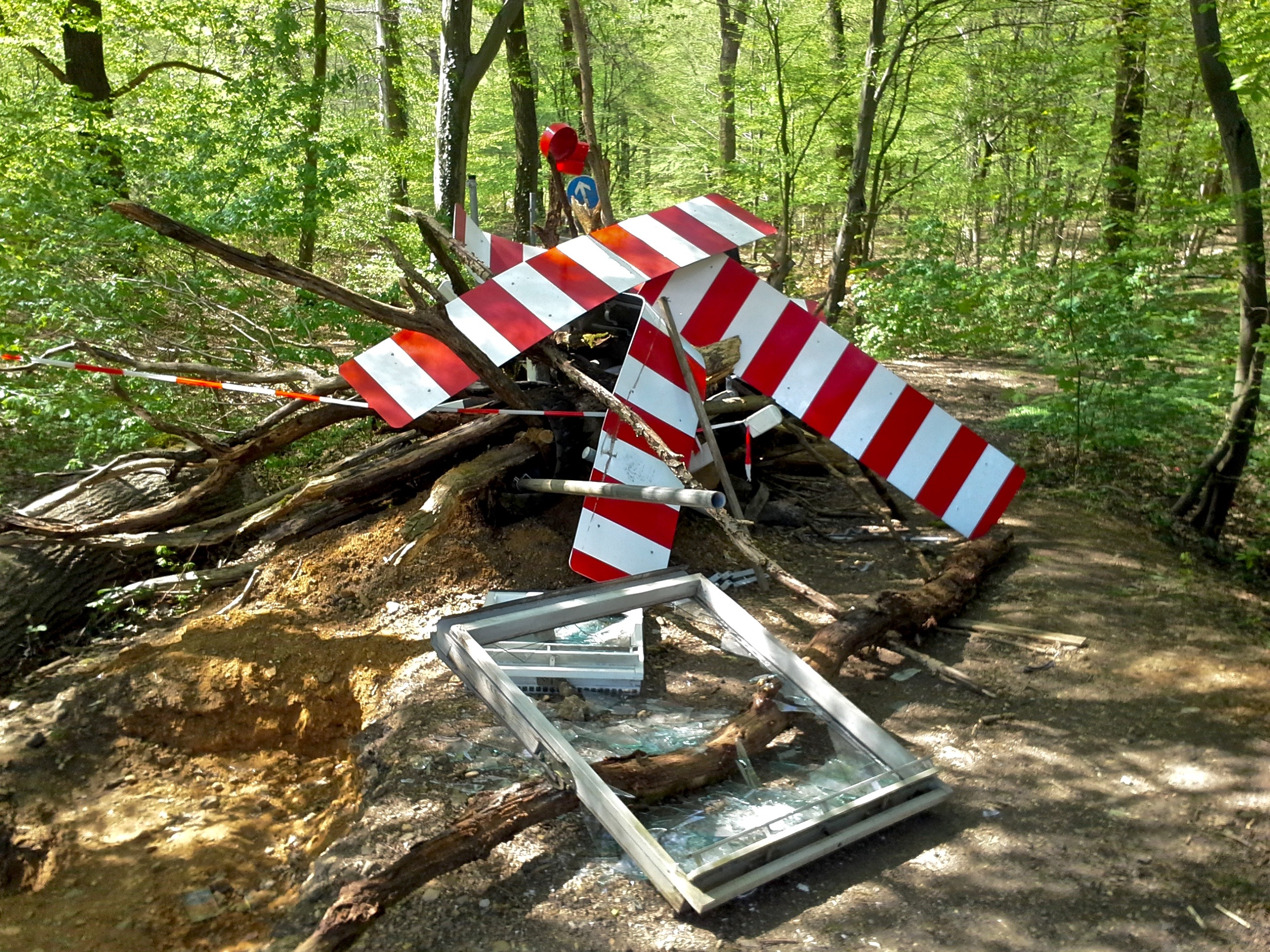
Barrikade von Umweltaktivisten (2015)

Im Oktober 2014 wurde das Lager erneut geräumt. 14 Aktivisten wurden festgenommen, die sechs RWE-Mitarbeiter mit Pfefferspray, Blendgranaten, Feuerwerkskörpern und Knüppeln angegriffen haben sollen. Dabei fanden Polizisten in der Nähe der Barrikaden zwei intakte Handgranaten aus dem Zweiten Weltkrieg und eine weitere im sogenannten „Klimacamp“. Ein Kriminalbeamter vermutete, die Waffen hätten womöglich als Sprengfallen dienen sollen. Ein Sprecher der Aktivisten wies die Vorwürfe zurück; Aggression sei von den RWE-Mitarbeitern ausgegangen, man habe sich „lediglich gewehrt“, die Granaten seien Kriegsrelikte, die in dem damals umkämpften Gebiet vielfach zu finden seien.
Seit 2015 fanden neben der andauernden Besetzung auf Baumhäusern und mit Zelten immer wieder z. T. gewalttätige Aktionen von einem Teil der Waldbesetzer statt, bei denen durch brennende Barrikaden, das Auslegen von Krähenfüßen, Würfe von Steinen sowie Molotowcocktails auf RWE-Mitarbeiter und Polizisten und weiteren Sachbeschädigungen massiv gegen die Rodung des Waldes vorgegangen wurde. Diese Aktionen erreichten einen vorläufigen Höhepunkt, als im November 2016 ein Pick-Up des Tagebaubetreibers infolge von Steinwürfen außer Kontrolle geriet und sich mit vier Insassen überschlug, die dabei verletzt wurden. Die Polizei umstellte das Waldgebiet großräumig und nahm acht Personen fest.
Die militanten Formen des Protests zogen schließlich die Aufmerksamkeit der nordrhein-westfälischen Verfassungsschutzbehörden auf sich, die diese in ihrem Bericht als verantwortlich für einen erheblichen Anstieg der Straftaten im Feld PMK-links für den Beobachtungszeitraum 2015 erwähnten. Der Landesverfassungsschutzbericht für das Jahr 2016 stellte neben „erheblichen Sachbeschädigungen, zum Teil mit Anschlagscharakter“ (bildlich dargestellt an Hochspannungsleitungen) fest, dass „dortige Waldbesetzer sowie die im benachbarten Wiesencamp lebenden Linksextremisten ihren Besitz- und Kontrollanspruch durch immer wieder erneuerte Barrikaden und zum Teil lebensgefährdende Installationen im Waldgebiet deutlich [machten]“. Bereits im Vorjahr beschriebene Störungen des Bahnverkehrs und Angriffe mittels waffenähnlicher Werkzeuge hätten sich im Berichtszeitraum wiederholt und in ihrer Intensität nochmals erhöht. Laut einem im Oktober 2017 veröffentlichten Bericht der SZ kam es ebenso zu Brandstiftungen an Kabeltrassen sowie zum Blockieren von Baggern und Laufbändern; seit 2013 seien bereits 944 Strafanzeigen im Zusammenhang mit dem Widerstand gegen die geplante Rodung erstattet worden.
Im Hambacher Forst und seinem Umfeld wurden auch Forst- und Jagdeinrichtungen wie Hochsitze und Wildschutzzäune wiederholt Ziel von Vandalismus. Nach Angaben der Aachener Polizei wurden im Zeitraum von Mitte 2016 bis Anfang 2018 46 Ermittlungsverfahren wegen beschädigter oder zerstörter Hochsitze im Bereich des Hambacher Forsts eingeleitet. Während einige der Hochsitze in Brand gesteckt wurden, fanden sich die Teile von anderen in den Barrikaden der Protestcamps. Am 17. März 2018 veranstalteten Aktivisten der Gruppe „Hunt Saboteurs“ im Hambacher Forst einen Workshop unter dem Titel „Einführung in die Jagd-Sabotage“. In der darauffolgenden Woche meldete die Aachener Zeitung, dass zwischenzeitlich alle bis dahin noch verbliebenen Hochsitze in der Gemarkung des Ortes Morschenich zerstört worden sind.
Ein „Wiesencamp“ außerhalb des Hambacher Forsts auf einem Privatgrundstück wurde durch ein Urteil des Oberverwaltungsgerichts für das Land Nordrhein-Westfalen (OVG Münster) vom Dezember 2016 für illegal erklärt.
Im Zuge des öffentlich ausgetragenen Meinungskampfes bezeichnete Rolf Martin Schmitz, Vorstandsvorsitzender der RWE AG, in einem Bild-Zeitungsinterview vom 2. August 2017 einige bisher unbekannte gewalttätige Demonstranten als „Öko-Terroristen“.
Im November 2017 scheiterte der Bund für Umwelt und Naturschutz Deutschland (BUND) mit einer Klage vor dem Verwaltungsgericht Köln gegen die Genehmigungen für den Tagebau Hambach. Der BUND hatte Bereitschaft signalisiert, einem Vergleich zuzustimmen. Die Kammer hatte vorgeschlagen, die Abbaugrenzen zu verschieben, um den Hambacher Wald zu verschonen. Der Vorschlag sollte vor dem Hintergrund eines abzusehenden Kohleausstiegs der Befriedung des Konflikts dienen. Die RWE AG und das beklagte Land lehnten den Kompromissvorschlag des Gerichts ab. Der BUND erhob direkt anschließend Berufung vor dem zuständigen OVG Münster.
In einer auf Antrag der Grünen-Fraktion einberufenen aktuellen Stunde einer Plenarsitzung des Landtages Nordrhein-Westfalen am 30. November 2017 appellierte die Vorsitzende Monika Düker an die Landesregierung, sich auf die Seite des Natur- und Artenschutzes zu stellen: „Es geht um die Lösung eines gesellschaftlichen Konfliktes, nicht nur bezogen auf die Durchsetzung von Recht und Gesetz.“ Ferner bat sie eindringlich darum, eine solche Lösung nicht den Gerichten zu überlassen. Die CDU-Abgeordnete Romina Plonsker widersprach dem und verwies auf bestehende vorinstanzliche Entscheidungen sowie auf bereits durchlaufene Genehmigungsverfahren. „Es geht vor allen Dingen um Recht und um Rechtsstaatlichkeit.“ Für die dort beheimateten Tierarten seien im europäischen Schutzgebietssystem Natura 2000 andere Gebiete gemeldet worden, für den Artenschutz existierten bereits erprobte Verfahren, die auch eingehalten würden.

### Geplante Rodung des Restwaldes ab 2018

#### Ausgangssituation
Im Sommer 2016 beschloss die rot-grüne Landesregierung unter Hannelore Kraft (SPD) die sogenannte „Leitentscheidung zur Zukunft des Rheinischen Braunkohlereviers / Garzweiler II“. Diese hält fest, dass die Abbaugrenzen der Tagebaue Inden und Hambach unverändert bleiben, die Abbaugrenzen des Tagebaus Garzweiler II hingegen erheblich zurückgenommen werden. Johannes Remmel, der zu diesem Zeitpunkt amtierende Umweltminister, betonte im September 2018 in einem Interview mit der taz, dass der Hambacher Forst nicht Gegenstand der damaligen Verhandlungen gewesen sei.
Nachdem im Juni 2018 die Kohlekommission ihre Arbeit aufgenommen hatte, forderten Umweltverbände und Bundesumweltministerin Svenja Schulze einen Rodungsstopp. Ministerpräsident Armin Laschet (CDU) lehnte eine Vermittlung bei der Frage ab, ob die RWE AG den Hambacher Forst roden sollte, bevor die Kohlekommission eine Empfehlung zum Kohleausstieg abgegeben hat.

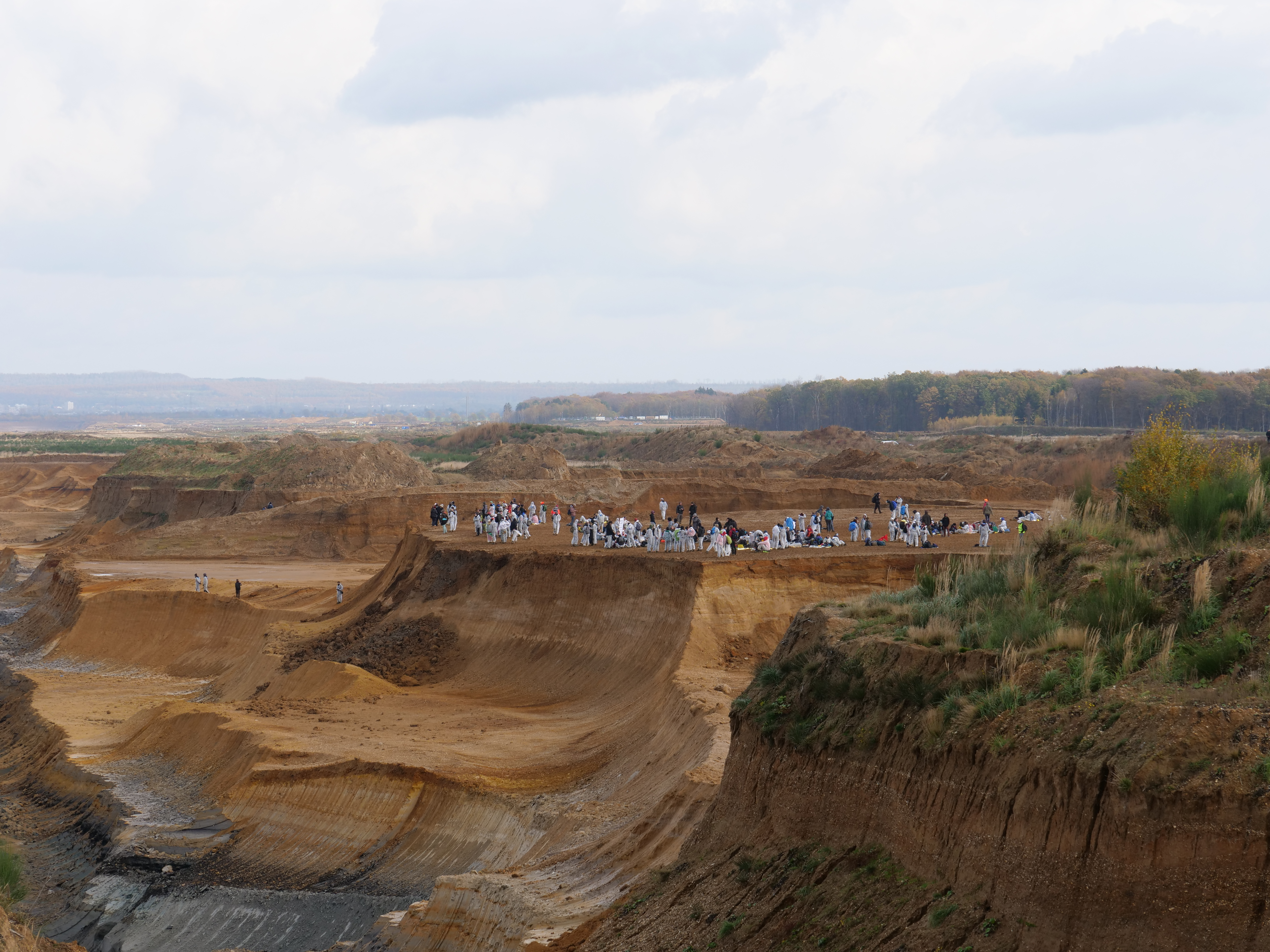
Abbruchkante des Tagebaus Hambach mit dem Hambacher Forst und Aktivisten im Hintergrund (November 2017)

Einem Bericht der Deutschen Welle zufolge blieben auch ohne eine Rodung im Jahr 2018 noch Vorräte für mindestens drei Jahre. Die DW berief sich dabei auf Recherchen des BUND, welche nahelegen, dass die Abbaukante sich noch in ausreichender Entfernung vom Wald befindet. RWE-Chef Rolf Martin Schmitz hatte in einem Schreiben an die Vorsitzenden der Kohlekommission mitgeteilt: „Eine vorübergehende Aussetzung der für Oktober 2018 geplanten Rodung im Tagebau Hambach würde bereits kurzfristig die Fortführung des Tagebaus und damit die Stromerzeugung der Kraftwerke Niederaußem und Neurath in Frage stellen.“ Sowohl die Deutsche Welle als auch der BUND selbst warfen Schmitz eine Täuschung der Kohlekommission, Ministerien und Öffentlichkeit vor.
Weitere Rodungen ab Oktober 2018 waren auf Grundlage des Hauptbetriebsplans 2018–2020 gestattet, der im März 2018 von der Bezirksregierung Arnsberg genehmigt wurde. In ihrer Pressemitteilung wies die Bezirksregierung Arnsberg darauf hin, dass aufgrund der Tatsache, dass das Urteil des Verwaltungsgerichts Köln vom 24. November 2017 noch nicht rechtskräftig geworden ist, der Habitatschutz „nochmals eingehend und intensiv geprüft“ wurde, sich hierbei jedoch im Ergebnis bestätigt habe, „dass weder aus rechtlichen noch aus naturschutzfachlichen Gründen eine solche nachträgliche Schutzgebietserweiterung notwendig ist.“
Grundsätzlich hat die Landesregierung eine Weisungsbefugnis gegenüber den Bezirksregierungen. Bezüglich der Fortführung des Hambacher Tagebaus und der Abbaugrenzen berief sich die schwarz-gelbe Landesregierung auf die Leitentscheidung der rot-grünen Vorgängerregierung aus dem Jahr 2016. Allerdings muss nach § 30 Landesplanungsgesetz „ein Braunkohlenplan überprüft und erforderlichenfalls geändert werden, wenn die Grundannahmen für den Braunkohlenplan sich wesentlich ändern.“

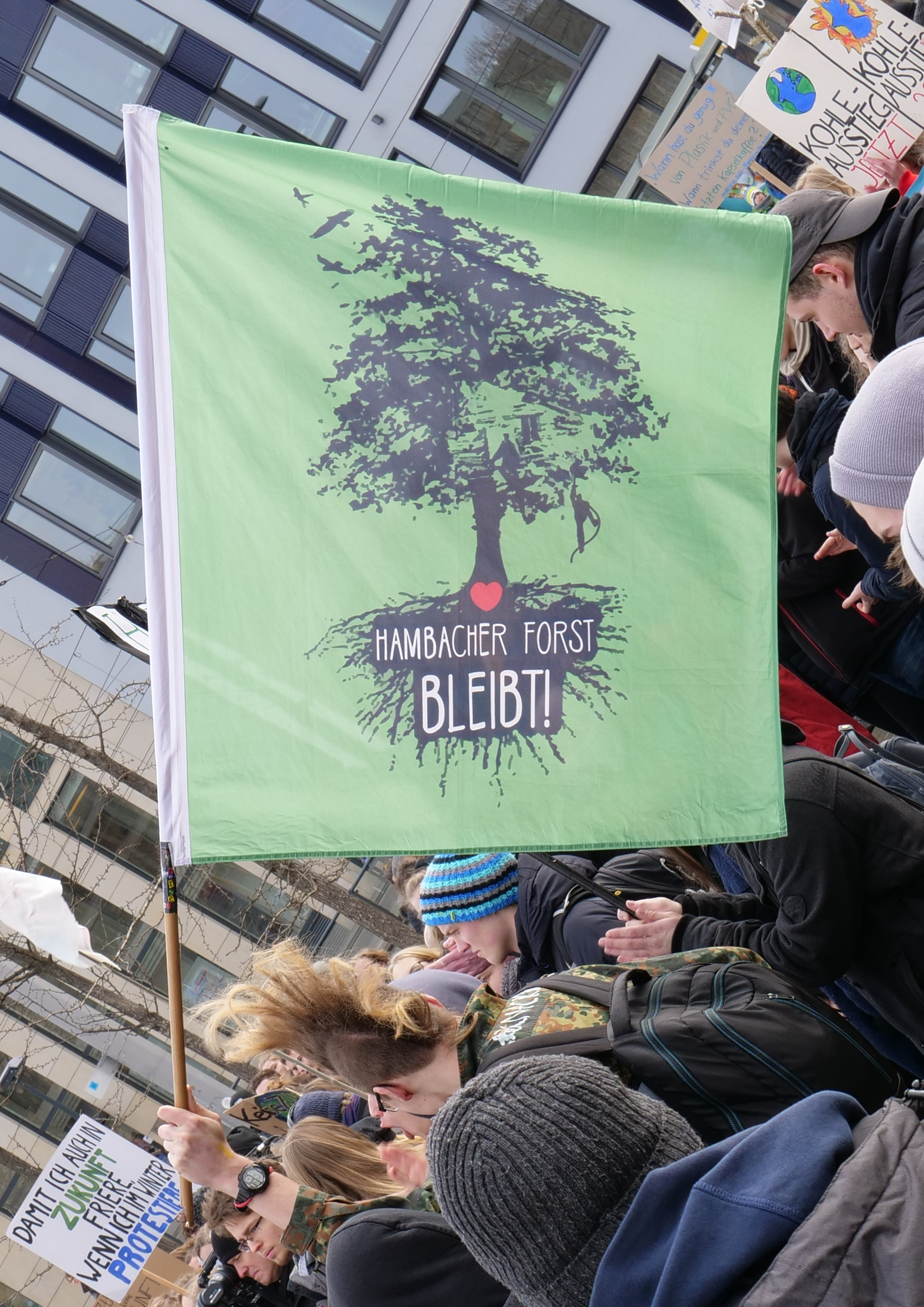
Fahne mit dem Spruch ’Hambacher Forst bleibt!’ bei einer Demo der Widerstandsbewegung (Aufnahme von Februar 2019)

Da die RWE Power AG als Eigentümer des Geländes ankündigte, am genehmigten Zeitplan festhalten zu wollen, spitzte sich die Situation kurz vor dem geplanten Beginn der Arbeiten im Spätsommer 2018 zu, nachdem die Polizei damit begann, die noch im Wald befindlichen Baumhäuser zu räumen. Im Laufe der Räumung wiesen eine Reihe von Medien auf Parallelen zwischen der Situation im Hambacher Forst und dem Kampf gegen die Wiederaufarbeitungsanlage Wackersdorf in den 1980er Jahren hin. Während der anhaltenden Proteste etablierte sich unter der Gemeinschaft der Demonstranten gegen die Abholzung des Hambacher Forsts das Diminutivum Hambi, mit Hilfe dessen öffentlichkeitswirksame Hilfsmittel entwickelt wurden (Flaggen, Transparente, Aufkleber, Sprechchöre wie „Hambi bleibt!“).

#### Entwicklungen im Vorfeld der Räumung

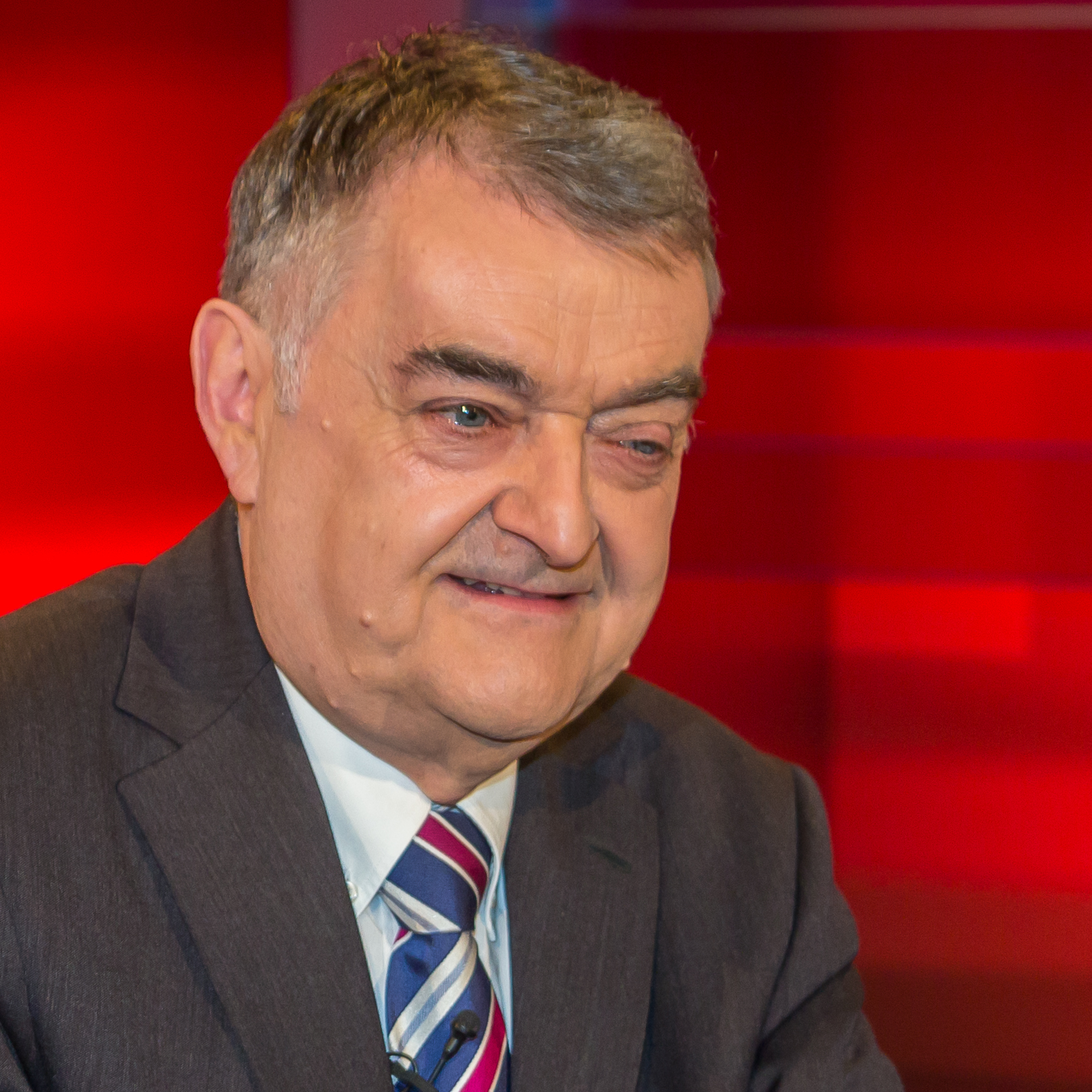
„Sie wollen nicht die Bäume retten, sondern unseren Staat abschaffen“, so NRW-Innenminister Herbert Reul.

Neujahr 2018 betraten Unbekannte das Tagebaugelände und verübten dort Sachbeschädigungen, indem u. a. Stromgeneratoren unbrauchbar gemacht bzw. angezündet, Kabel durchtrennt und Container mit Steinen beworfen wurden. Die Aachener Polizei meldete am 25. August 2018 weitere Übergriffe auf Polizeibeamte, die z. T. erst bei der Androhung von Schusswaffengebrauch eingestellt wurden. Neben Bewurf mit Steinen, Pyrotechnik und Zwillenbeschuss wurden dabei Beamte durch Vermummte mit Eisenstangen bedroht. Der Aachener Polizeipräsident Dirk Weinspach sprach in einem Interview mit den Westfälischen Nachrichten von einer „unerträglichen Gewalteskalation“. Die Anzahl der Aktivisten habe sich innerhalb weniger Wochen etwa verdreifacht, ebenso habe sich die Besetzerszene stark gewandelt, und sei infolge der Unterstützungsaufrufe der Waldbesetzer durch angereiste Gewalttäter aus ganz Europa verstärkt worden, welche „ein ganz anderes Gewaltpotenzial darstellen als die, die dort vor Wochen waren.“ Ein von Spaziergängern entdeckter vermeintlicher Sprengsatz stellte sich als Attrappe heraus. Seitens der Polizei wurden die Angriffe als Hinweis drauf gewertet, dass sich „offensichtlich zunehmend extreme, gewaltbereite, der linksautonomen Szene zugehörige Straftäter“ in dem Wald aufhielten.
Zunächst plante das Innenministerium, RWE durch zivilrechtliches Vorgehen zur Durchsetzung einer Räumung zu bewegen. Dazu wollte es auch GPS-Daten und Fotos der Baumhäuser mit dem Unternehmen teilen. RWE lehnte jedoch ab. Anschließend wurde eine Anwaltskanzlei beauftragt, eine rechtliche Grundlage für eine Räumung durch das Ministerium zu untermauern. Dabei wurde der Brandschutz als möglicher Grund genannt.
Am 27. August 2018 entstand bei einer Ortsbesichtigung durch die Leiterin der Polizeiabteilung des Ministeriums des Innern Nordrhein-Westfalen, Daniela Lesmeister, der Plan für die Räumung des Waldes. Die Begehung wurde durch 400 Polizisten geschützt. Am Folgetag durchsuchte die Polizei zum wiederholten Mal das Wiesencamp außerhalb des Hambacher Forsts. Sie stellte dabei verschiedene Gerätschaften (Spraydosen, Farbtuben, Kartoffelmesser, Gabeln usw.) sicher und beschlagnahmte sie. Betriebsräte der RWE wandten sich in einem offenen Brief an die Bundesregierung und warnten vor einem vorschnellen Kohleausstieg im rheinischen Revier.
Mit der Einstufung des Hambacher Forsts als „gefährlicher Ort“ durch die Aachener Polizei vom 31. August 2018 wurden gemäß § 12 des Polizeigesetzes des Landes Nordrhein-Westfalen (PolG NRW) verdachtsunabhängige Identitätsfeststellungen dort möglich. Allein bis Ende August wurden laut Polizei über 80 Straftaten durch Aktivisten registriert.
In der Nacht vom 1. auf den 2. September 2018 brannte das „Bündnismobil“ der Initiative „Buirer für Buir“ aus. Die Polizei ermittelte wegen vorsätzlicher Brandstiftung.
Am 3. September 2018 präsentierte die Polizei den Medien ein Arsenal an beschlagnahmten Waffen der Aktivisten. Neben einigen Zwillen handelte es sich vor allem um forstliches Gerät (Beile, Äxte, Macheten). Einen Tag später musste das Innenministerium NRW einräumen, dass ein großer Teil der gezeigten Gegenstände bereits im Sommer 2016 beschlagnahmt worden war und somit nicht in einem direkten Zusammenhang mit den aktuellen Aktionen stehen. Das Ministerium teilte mit, die Waffen seien „exemplarisch“ gezeigt worden.

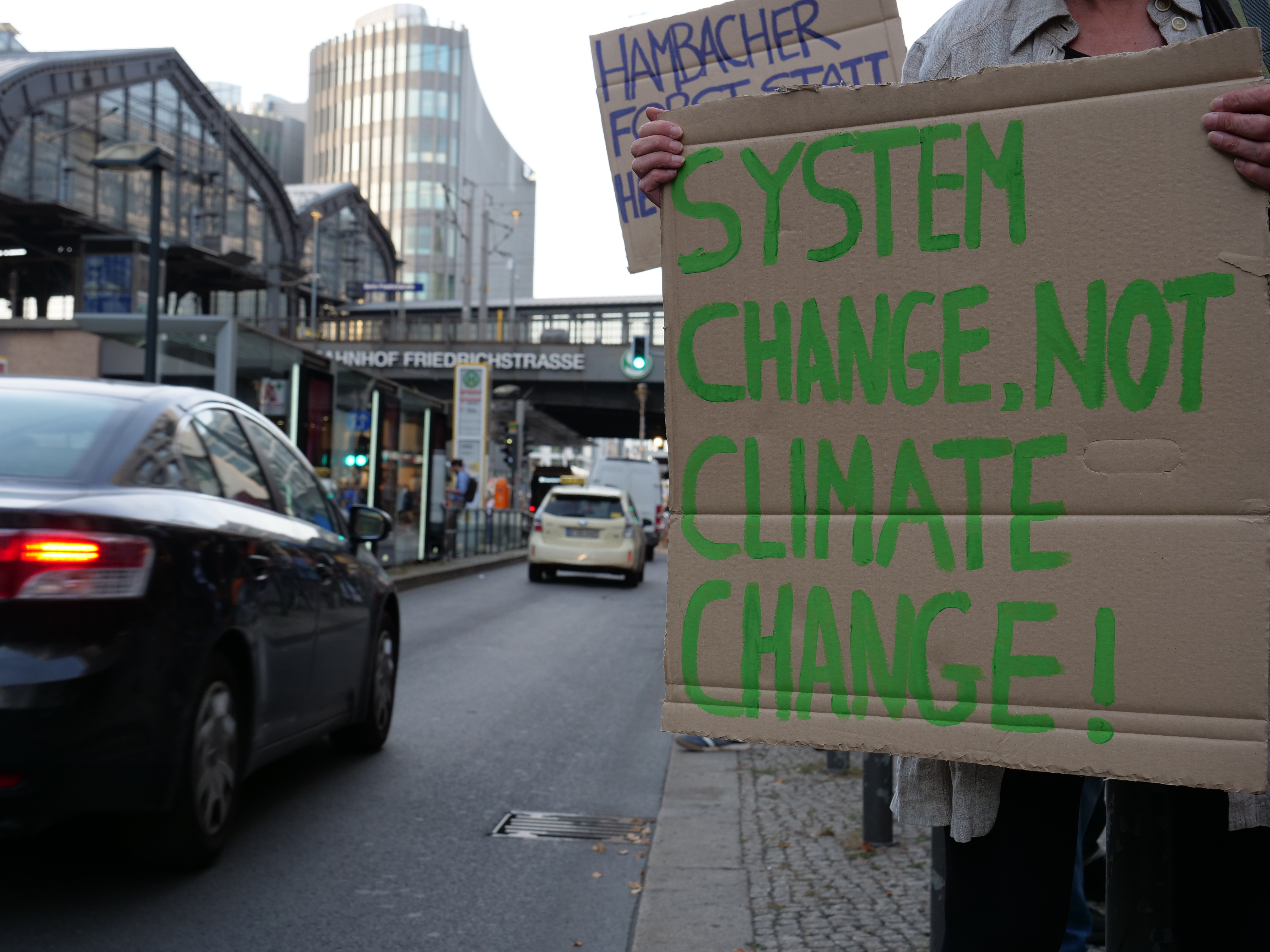
Solidaritätskundgebung mit der Besetzung im Hambacher Forst vor dem RWE-Büro in Berlin-Mitte

Am 4. September 2018 erging ein Erlass des NRW-Bauministeriums, wodurch die Baumhäuser zu baulichen Anlagen erklärt wurden. Da diese nicht über Rettungstreppen und Zufahrten für Rettungskräfte in einem Notfall verfügen, verstoßen sie gegen brandschutzrechtliche Vorschriften, ferner fehlen die notwendigen Fensterbrüstungen und Absturzschutzvorrichtungen. Nach Aussage des Ministeriums müsse daher unverzüglich geräumt werden, da „Gefahr im Verzug für Leib und Leben der Baumhausbewohner aus Brandschutzgründen“ bestünde. Jan Heinisch (CDU), Staatssekretär im Bauministerium Nordrhein-Westfalens, sagte: „Der Brandschutz kennt keinen Aufschub. Sollte irgendwo ein Brand ausbrechen, könnten die Retter nicht schnell genug zur Hilfe eilen. Die Situation ist für die Bewohner lebensgefährlich.“ Die Landesregierung wies scharf zurück, dass ein Zusammenhang zwischen der bevorstehenden Rodung durch die RWE AG und den Räumungen bestehe. Im Jahr 2014 hatte das Bauministerium Nordrhein-Westfalens noch entschieden, dass die im Wald errichteten Baumhäuser der Baumbesetzer nicht als bauliche Anlagen einzustufen seien. 2021 urteilte das Verwaltungsgericht Köln, dass die Begründung nur vorgeschoben gewesen sei, was im Juni 2023 durch das Oberverwaltungsgericht für das Land Nordrhein-Westfalen in Münster in der Berufung jedoch anders entschieden wurde, das Gericht befand die Räumung für rechtens.
Die Reaktionen der Opposition im Landtag fielen uneinheitlich aus. Im Bauausschuss warfen Abgeordnete von SPD und Grünen der Landesregierung vor, mit der Räumungsaktion den Konflikt um den Braunkohleabbau zu verschärfen. Diese gesellschaftliche Auseinandersetzung über das Baurecht zu führen, sei „politisch mangelhaft“, so SPD-Fraktionsvize Jochen Ott. Der Fraktionsvorsitzende und ehemalige Justizminister Thomas Kutschaty unterstrich dagegen in einer Pressekonferenz vor Journalisten ausdrücklich, dass der Energiekonzern RWE einen Rechtsanspruch habe, den Hambacher Forst zu roden. Das Begründen der Räumung durch die Landesregierung mit dem Brandschutz sei zwar „juristisch kreativ“, aber rechtlich vertretbar.
Die RWE AG erklärte, dass der Konzern an der Entscheidung, nun mit der Räumung zu beginnen, nicht beteiligt gewesen sei, gab aber an: „RWE Power hat am 1. August 2018 einen Antrag bei den Ordnungsbehörden und der Polizei gestellt, rechtzeitig vor der genehmigten Rodungssaison 2018/2019 den Hambacher Forst, der Eigentum der RWE ist, von rechtswidrigen Besetzungen und Nutzungen zu räumen.“

#### Räumung und Zerstörung der Baumhäuser

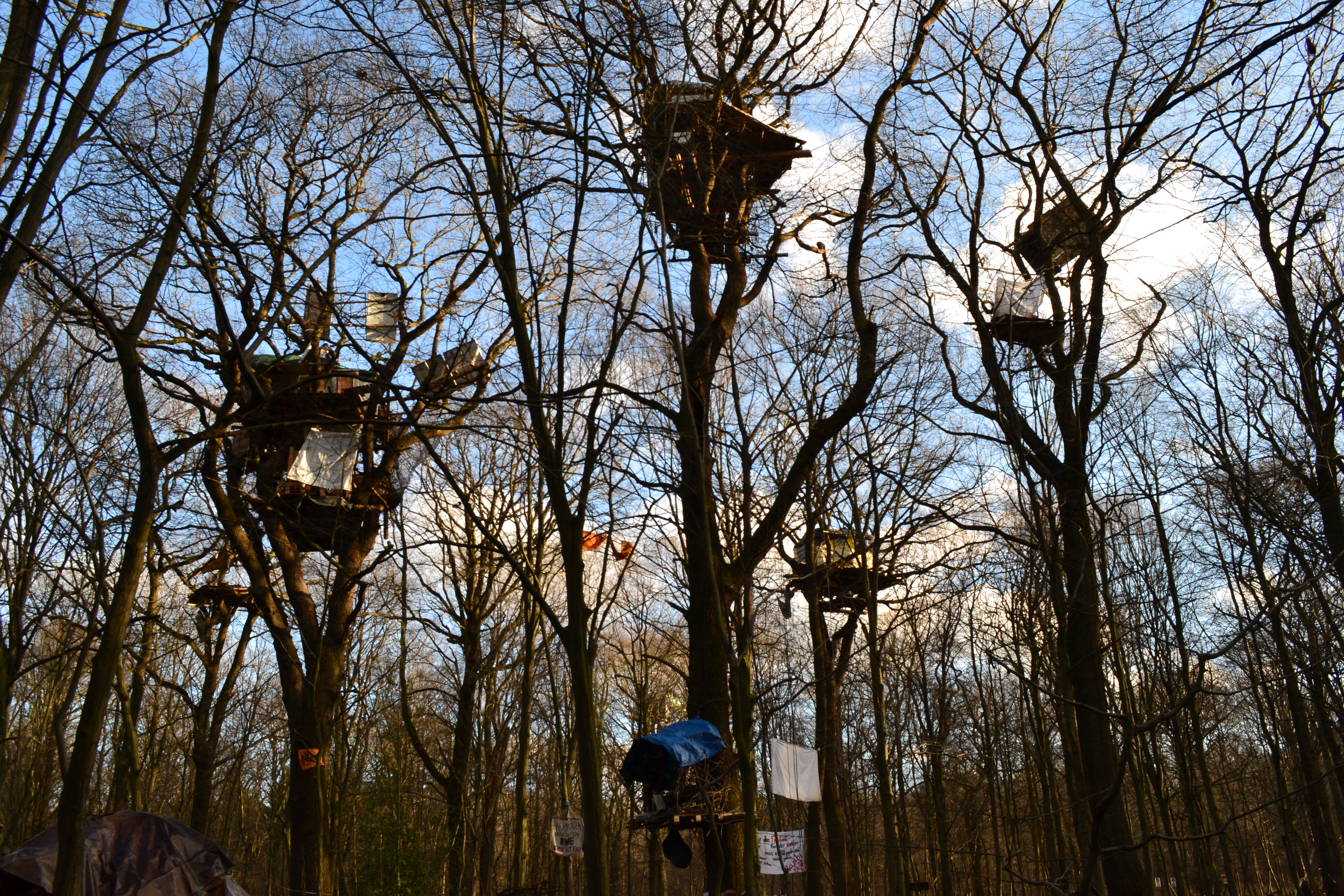
Baumhauskolonie im Hambacher Forst (Februar 2018)

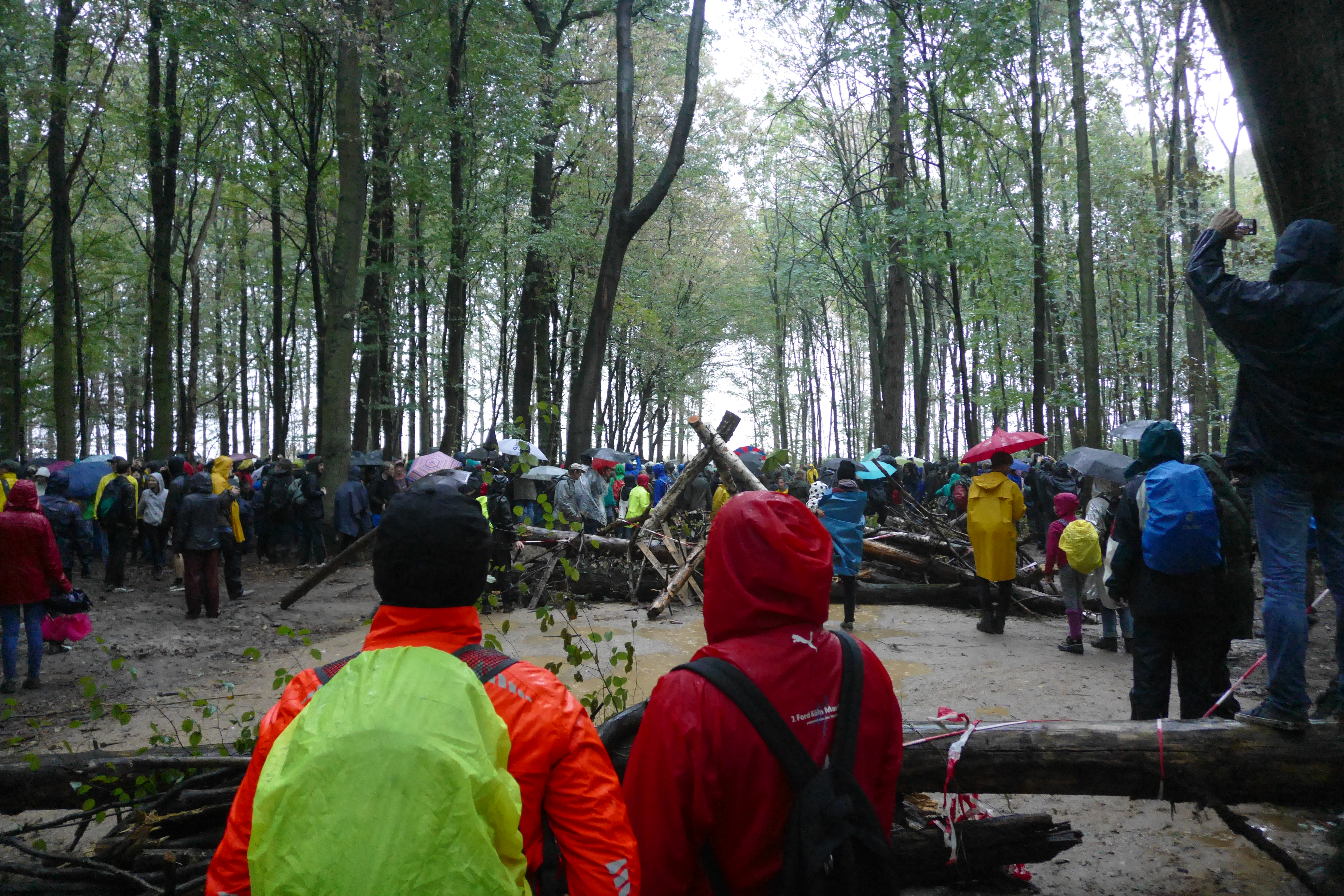
Neu errichtete Barrikaden und Umweltschützer (September 2018)

Die Räumung des Hambacher Forsts wurde für Donnerstag, dem 13. September 2018, durch die Ministerin für Heimat, Kommunales, Bau und Gleichstellung des Landes Nordrhein-Westfalen Ina Scharrenbach (CDU) angeordnet. Die Aktion galt als einer der größten Polizeieinsätze in der jüngeren Geschichte Nordrhein-Westfalens. Im Wald befanden sich etwa 40 bis 60 Baumhäuser in mindestens drei „Dörfern“. Formal wurde nicht von einem Polizei-, sondern von einem Rettungseinsatz gesprochen. Die Räumung zog sich bis Anfang Oktober hin. Dabei wurde diese u. a. aufgrund von zahlreichen Protestaktionen, Demonstrationen und eines Todesfalls erheblich verzögert.
Mediales Aufsehen erregten Sitzblockaden und der Bau neuer Barrikaden. Kritik zog die weiter zunehmende Gewaltbereitschaft der Proteste, die auch Aktionen wie das Ausschütten von Eimern mit Fäkalien auf die Einsatzkräfte unter den Baumhäusern, bzw. Bewurf mit eigenem Kot umfasste, auf sich. Der 27-jährige Künstler und Journalist Steffen Meyn, der sich auf ein Baumhaus begeben hatte, kam bei einem Sturz durch eine eingebrochene Hängebrücke aus ca. 15 Meter Höhe ums Leben. Aus dem von ihm gedrehten Filmmaterial entstand die Dokumentation "Vergiss Meyn nicht", die am 21. September 2023 ihren Kinostart hatte. Zuvor lief der Film auf der Berlinale 2023.
Die Polizei meldete am 2. Oktober 2018, dass das letzte Baumhaus von Aktivisten im Hambacher Forst geräumt sei. Anschließend wurde von RWE die Rodung des Gebietes vorbereitet, u. a. durch die Errichtung von Zäunen und Abgrenzungsgräben.

#### Vorläufige Untersagung der Rodung durch das OVG Münster
Am 5. Oktober 2018 wurde RWE die Rodung des Waldes durch einen Beschluss des Oberverwaltungsgerichts Münster vorerst untersagt. Begründet wurde diese Entscheidung durch nicht ausreichende Belege seitens RWE und der Bergbehörde, dass „bei einem Rodungsstopp die Energieversorgung bundes- oder landesweit gefährdet sei“.
Die Richter entsprachen damit in einem Eilverfahren dem Antrag des Bundes für Umwelt und Naturschutz Deutschland. Insbesondere wurde die Wiederherstellung der aufschiebenden Wirkung der beim zuständigen Verwaltungsgericht in der Hauptsache anhängigen Klage bestätigt. Das Gericht folgte der Rechtsposition des Klägers und Antragstellers mittels vorläufigen Rechtsschutzes. Damit sollte verhindert werden, dass RWE und die Bezirksregierung vor einer Entscheidung in der Hauptsache vollendete Tatsachen durch Rodung und Abbaggern schaffen. In der Begründung des Münsteraner Gerichts wurde die von RWE und der Bezirksregierung vorgebrachte Einrede des gegebenen Gemeinwohls in Form einer Sicherung der Energieversorgung als unzureichend begründet zurückgewiesen.

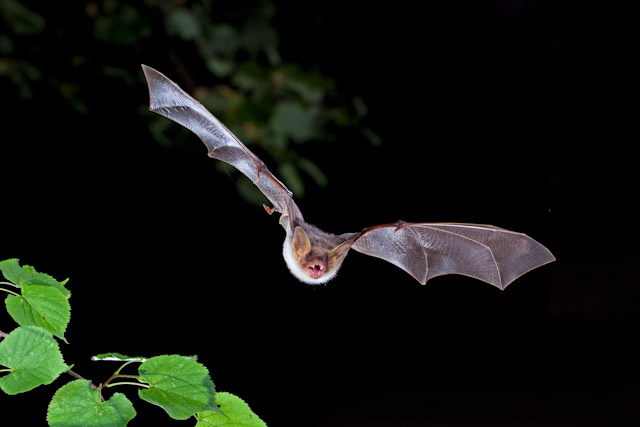
(Myotis myotis), Anhang-IV-Art der FFH-Richtlinie.

Der BUND argumentierte im noch nicht abgeschlossenen Hauptsacheverfahren, dass der Wald mit seinen zwei Kolonien der vom Aussterben bedrohten Bechsteinfledermaus und dem Großen Mausohr den Qualitäten eines europäischen FFH-Schutzgebietes entspräche und deshalb rechtlich geschützt werden müsse. Die Bechsteinfledermaus und das Große Mausohr sind in Anhang II und IV der FFH-Richtlinie gelistet und gleichzeitig Verantwortungsarten innerhalb der Nationalen Strategie zur biologischen Vielfalt der Bundesregierung. Arten des Anhangs IV stehen unter dem besonderen Rechtsschutz der EU, weil sie selten und schützenswert sind. Da die Gefahr besteht, dass die Vorkommen dieser Arten für immer verlorengehen, dürfen ihre Lebensstätten nicht beschädigt oder zerstört werden. Insgesamt seien 142 geschützte Tierarten vorhanden.
Unmittelbar nach der Bekanntgabe des Beschlusses verlor die Aktie der RWE Power AG gut 8,5 Prozent an Wert, was rund 900 Mio. Euro entsprach. In den Folgetagen rutschte der Kurs weiter ab.
Kurz darauf stellte das Unternehmen die Arbeiten zur Einfriedung des Geländes ein und ließ durch einen Sprecher auf Anfrage des Kölner Stadt-Anzeigers mitteilen, dass der Wald weiterhin öffentlich zugänglich bleiben werde. Durch den Beschluss des OVG Münster sei zunächst keine Rodung möglich, der Wald demnach kein RWE-Betriebsgelände, daher „handelt es sich nach unserer Auffassung beim Hambacher Forst um einen Wald, der öffentlich zugänglich sein muss. Eine Einfriedung ist somit nicht zulässig.“ Ob der Wald allerdings, wie von RWE insinuiert, ohne das Urteil des OVG Münster zum Betriebsgelände hätte erklärt und gerodet werden dürfen, ist zudem fraglich. Nach den Bestimmungen des Hauptbetriebsplanes darf der Wald nur in dem Ausmaße gerodet werden, wie dies für den Fortbetrieb des Tagebaus unbedingt vonnöten ist. In der Praxis bedeutet dies, dass Rodungen mit einem Vorlauf von gut zwei Jahren rechtmäßig sind. Bei der Baggergeschwindigkeit der vergangenen Jahre entspräche dies einer Entfernung von etwa 300 Metern von der heutigen Tagebaukante in Richtung Wald. Die Entfernung zwischen Tagebaukante und Waldrand lag bereits im September 2018 meist deutlich über 300 Metern und wäre bei der von RWE für Oktober 2018 geplanten Rodung auf bis zu 1000 Meter vorgeschoben worden. Eine solche Rodung und eine damit verbundene Ausweitung des Betriebsgeländes ohne tagebautechnisch zwingenden Grund gilt laut einem von Greenpeace beauftragten Rechtsgutachten aber als rechtlich nicht abgedeckt.

#### Folgeentwicklungen

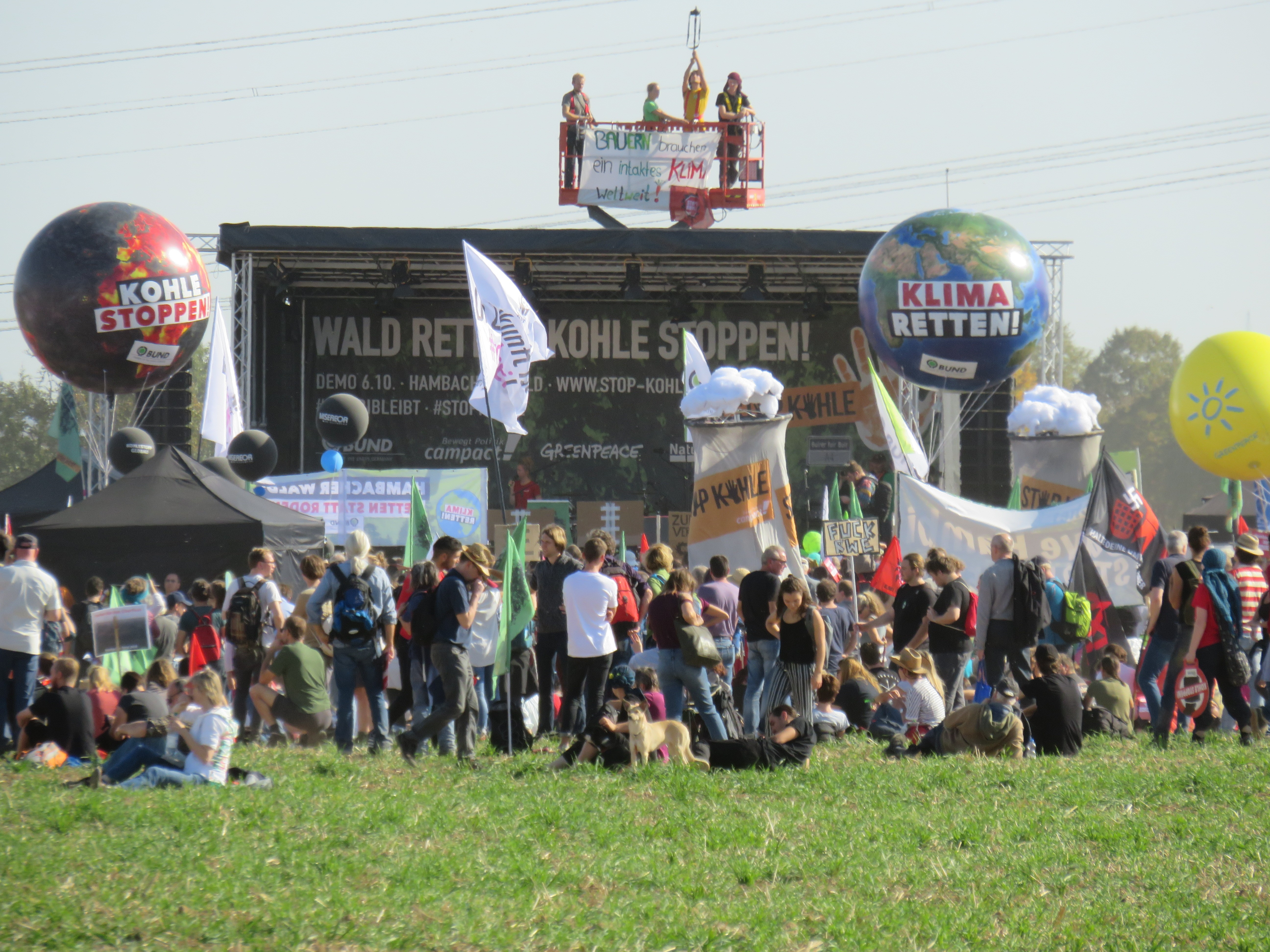
Großdemonstration am Hambacher Forst (6. Oktober 2018)

Eine für den 6. Oktober 2018 angekündigte Demonstration am Hambacher Forst wurde durch die Polizei am 4. Oktober kurzfristig verboten. Das Verbot wurde jedoch in einem Eilverfahren durch das Verwaltungsgericht Aachen am Nachmittag des 5. Oktober gekippt, da es „sehr wahrscheinlich rechtswidrig“ sei. Die Demonstration fand daraufhin am geplanten Termin statt. Veranstaltet wurde sie von zahlreichen Umweltorganisationen, darunter BUND, Campact, Greenpeace, NaturFreunde Deutschlands, Buirer für Buir und Arbeitsgemeinschaft „Bäuerliche Landwirtschaft“ (AbL) und andere. Zu den Rednern gehörten Michael Müller (NaturFreunde Deutschlands), Jens Sannig (Pastor), Ulf Allhoff-Cramer (Detmolder Bauer), Antje Grothus (Buirer für Buir), Hubert Weiger (BUND), Martin Kaiser (Greenpeace), Mamadou Mbodji (NaturFreunde Internationale), Helene Nietert (Camp for Future), Christoph Bautz (Campact), Jochen Flasbarth (BMU), Annalena Baerbock (Bündnis 90/Die Grünen), Bernd Riexinger (Die Linke), Michael Zobel (Waldpädagoge), Ingo Bajerke (Keyenberg), Uwe Hiksch (Naturfreunde) und Milan Schwarze (Ende Gelände). Darüber hinaus traten verschiedene Musiker auf einschließlich Eddi Hüneke, Revolverheld, Tonbandgerät, Die Höchste Eisenbahn, Gerd Schinkel, Davide Martello und Piri-Piri. Nach Angaben der Veranstalter beteiligten sich 50.000 Menschen an den Protesten. Schätzungen der Polizei Aachen lagen bei 25.000 bis 30.000 Teilnehmern. Die Demonstration verlief ohne Zwischenfälle. Laut Angaben der Veranstalter war dies die bislang größte Demonstration in diesem Gebiet. Die Polizei agierte zurückhaltend und ließ die Protestierenden auch in den Wald.
Die Partei Bündnis 90/Die Grünen Nordrhein-Westfalen verlegte aus Protest gegen die Rodungspläne ihren Landesparteitag auf den 7. Oktober 2018 an den Hambacher Forst. Der Vorsitzende der SPD-Fraktion Nordrhein-Westfalen, Thomas Kutschaty kommentierte dies in den Westfälischen Nachrichten sehr kritisch: „Wenn die Grünen sich wirklich für den Hambacher Forst interessieren würden, hätten sie vor zwei Jahren nicht der Rodung zugestimmt.“
Laut einer am 7. Oktober 2018 veröffentlichten Umfrage von Infratest dimap im Auftrag des WDR-Politmagazins Westpol fanden von den Nordrhein-Westfalen 79 Prozent die Rodung nicht richtig, auch 71 Prozent der CDU-Wähler sprachen sich dagegen aus. Lediglich 18 Prozent befürworteten die geplante Abholzung des Waldstücks.
Mitte Oktober wurden mehrere Häuser im nahe dem Hambacher Forst gelegenen Kerpener Stadtteil Manheim, darunter auch das historische Forsthaus, besetzt. Die Gebäude sollten wie der gesamte Ort dem Tagbau Hambach weichen und standen bereits leer. Eine Räumungsklage von RWE wurde am 22. Oktober vor dem Landgericht Köln abgewiesen, da das Unternehmen wegen ständig wechselnder Bewohner keine konkreten Personen benennen konnte. Die neuen Bewohner durften in den nach Angaben des Konzerns bereits im Eigentum von RWE befindlichen Häusern bleiben.
Für den Morgen des 17. Oktober rief die Industriegewerkschaft Bergbau, Chemie und Energie (IG-BCE) zu einer Demonstration in der Ortschaft Buir auf. An dieser nahmen rund hundert Personen teil, unter ihnen offenbar viele Mitarbeiter des Energiekonzerns RWE, der vorgeblich wegen des Rodungsstopps im Hambacher Wald in der vorherigen Woche einen Stellenabbau angekündigt hatte. Die laut Polizei Aachen als Mahnwache und Standkundgebung angemeldete Demonstration zog dann als Protestzug vor das private Wohnhaus der Braunkohlekritikerin Antje Grothus, einer Mitgründerin der Bürgerinitiative „Buirer für Buir“, die sich für den Erhalt des Hambacher Waldes einsetzte und zudem Mitglied der von der Bundesregierung eingesetzten Kohlekommission war. Die Demonstranten sollen in bedrohlicher und aggressiver Weise vor dem Haus „Grothus raus“ und „Hambi weg“ skandiert und Lärm mit Trommeln und Trillerpfeifen gemacht haben. Außerdem hätten sie Fotos von dem Haus gemacht, die Kennzeichen privater Autos notiert und gegen ein Fenster geklopft. Laut der Polizei Aachen liegt möglicherweise eine „Abweichung vom Versammlungsrecht“ vor. Eine Sprecherin der Polizei im Rhein-Erft-Kreis teilte mit, dass man durchaus Anlass sehe, „den Fall aufzuarbeiten“. Die Gewerkschaft IG-BCE distanzierte sich anschließend überraschenderweise von der in ihrem Namen angemeldeten Kundgebung. IG-BCE-Chef Michael Vassiliadis bat sogar um Entschuldigung und äußerte, dass es nachvollziehbar sei, dass diese Demonstration vor dem Haus als Einschüchterungsversuch verstanden werde. Außerdem betonte er, dass solche Aktionen nicht seinem Verständnis von politischen Auseinandersetzungen in der Demokratie entsprechen würden.
Am frühen Morgen des 21. Oktober besetzte eine Aktivistengruppe den auf der obersten Sohle nahe am Wald stehenden Schaufelradbagger und brachte ihn so zum Stillstand. Die Gruppe enthüllte in bis zu 90 Metern Höhe mehrere Banner, auf denen unter anderem „No Jobs on a dead Planet“ und „Mit die falschen trifft es oft, nicht mit Kumpels woll'n wir Zoff“ zu lesen war. Die Besetzung dauerte bis zum frühen Nachmittag an, als die letzten Aktivisten die Aktion nach Verhandlungen freiwillig beendeten.

### Aussetzung der Rodungspläne und Entwicklung ab 2019
Nordrhein-Westfalens Ministerpräsident Armin Laschet erklärte am 20. Februar 2019 vor dem nordrhein-westfälischen Landtag, den Hambacher Forst erhalten zu wollen, und kündigte auch eine neue Leitentscheidung zur Braunkohle auf Landesebene an. Zuerst müsse der Bundestag jedoch die Beschlüsse der Kohlekommission in Gesetze umsetzen und entsprechende Gelder für den Strukturwandel im Haushalt bereitstellen. Er verkündete zugleich ein von RWE zugesagtes Rodungsmoratorium bis 2020 und forderte die Waldbesetzer auf, den Wald zu verlassen, wenn diese ihn tatsächlich schützen wollten. Ebenso sollten der Merzenicher Erbwald (ursprünglicher Bestandteil des Bürgewaldes bzw. des Hambacher Waldes) und das Schutzgebiet Steinheide mit seinem Waldgebiet vom Braunkohle-Abbau unberührt bleiben. Nach den Plänen von RWE sollten diese Waldstücke ab 2030 vom Tagebau in Anspruch genommen werden.
Im März 2019 wurde bekannt, dass entgegen dem Rodungsstopp etwa 50 Bäume gefällt wurden, jedoch nicht von RWE. Nach Angaben der Polizei wurden zum Bau neuer Baumhäuser auch Baumstämme mit frischen Schnittkanten verwendet.
Im Juni 2020 räumte die Polizei bis zu 15 Meter hohe Barrikaden auf Wegen im Hambacher Forst, in dem sich bei großen Schwankungen etwa 100 Besetzer aufhielten.
Im September 2021 stellte das Verwaltungsgericht Köln in seinem Urteil fest, dass die Räumung mit der Begründung des Brandschutzes rechtswidrig gewesen sei. Der damalige Ministerpräsident und Kanzlerkandidat Armin Laschet verteidigte die Entscheidung der Räumung aufgrund des Brandschutzes und wurde deswegen im Wahlkampf scharf kritisiert. Die Entscheidung war nicht rechtskräftig; das Oberverwaltungsgericht für das Land Nordrhein-Westfalen in Münster ließ im April 2022 eine Berufung zu.

## Öffentliche Wahrnehmung und Diskussion

### Gewerkschaften
Der Vorsitzende der Industriegewerkschaft Bergbau, Chemie und Energie, Michael Vassiliadis, betonte in einem ZDF-Interview sowohl das Recht der Demonstranten, ihre Meinung zum Ausdruck zu bringen, als auch die Notwendigkeit der Rodung des Hambacher Waldes. „Hier geht es in Hambach darum, ob in den nächsten Jahren weiter Kohle gefördert wird und nicht um 2035. Und ich glaube, dieser Punkt muss deutlich unterstrichen werden: Wenn der Hambacher Forst nicht gerodet wird, dann ist sehr sehr schnell Schluss dort in diesem Revier.“ Die große Aufgabe sei, die Ziele des Klimaschutzes wie auch der Energieversorgung Deutschlands in Einklang zu bringen. Der RWE-Betriebsratsvorsitzende Harald Louis sprach im Zusammenhang der Proteste von einer „Hetzjagd gegen die Kohle“ und verneinte eine Friedenspflicht während der Verhandlungen der Kohlekommission: „Die Kommission hat nicht über die Rodung im Hambacher Forst zu beraten – das ist längst entschieden.“ In der Diskussion finde eine Vermengung von Dingen statt, die in keinem Zusammenhang stünden. Er verwies darauf, dass zwar nur ein kleiner Teil der Waldbesetzer gewaltbereit, er jedoch angesichts deren Handelns „einfach nur noch fassungslos“ sei.
Der durch die Landesregierung angeordnete Räumungseinsatz wurde durch Berufsverbände und Gewerkschaften der Polizei mehrfach kritisiert. So sprach der Bund Deutscher Kriminalbeamter NRW (BDK) von einer „krassen politischen Fehlentscheidung“ und hob in einer Pressemitteilung hervor, dass die Regierung erst jetzt, „nach einem der trockensten Sommer der Nachkriegsgeschichte“, sowie entgegen der Wertung des NRW-Bauministeriums von 2014 und entsprechender rechtlicher Einordnung betroffener Kommunen die Baumhäuser als bauliche Anlagen werte und (unter anderem) wegen Brandschutz räumen lasse. „Die Landesregierung kann sich nun nicht mehr hinter gerichtlichen Entscheidungen verstecken. Das ist eindeutig ein politischer Startschuss für die heiße Phase eines der größten und teuersten Polizeieinsätze in der Geschichte NRWs. Die Polizei wird hier in Amtshilfe tätig. Diese Amtshilfe hätte zum jetzigen Zeitpunkt versagt werden müssen, weil dem Land erhebliche Nachteile bei der Gewährleistung der Sicherheit für die Bevölkerung entstehen.“, so der Landesvorsitzende. Ebenso beklagte der stellvertretende Landesvorsitzende das regelrechte „Verheizen“ der Kollegen. Durch den Einsatz könnten Präsenzkonzepte in den Städten nicht in dem erforderlichen Umfang durchgeführt werden, was bereits zu einem Anstieg der Fallzahlen führe. „Im Ergebnis schützen wir nun den Braunkohleabbau von RWE statt unsere Bevölkerung.“ Die Polizeigewerkschaft NRW (DPolG) schloss sich dieser Feststellung an. Eine derartige Vernachlässigung polizeilicher Aufgaben könne man sich „hinsichtlich der bisher positiven Entwicklung im Bereich der inneren Sicherheit kaum und nur schmerzlich erlauben“. Zugleich appellierte der Verband an die Aktivisten, Realitäten in einem Rechtsstaat anzuerkennen. Aktionsformen, welche „die Gesundheit, das eigene und das Leben der Retter, der Kolleginnen und Kollegen sowie Mitarbeitern von RWE aufs Spiel setzen, gehören definitiv nicht zu friedlichem Protest.“ Bereits zuvor hatte der Landesverband Nordrhein-Westfalen der Gewerkschaft der Polizei (GdP) beide Seiten zum Dialog aufgefordert und vor einer Eskalation gewarnt. Die Kosten für den Einsatz wurden durch die GdP auf einen zweistelligen Millionenbetrag geschätzt.

### Einschätzungen durch Sachverständige und Wissenschaftler
Claudia Kemfert, Professorin für Energieökonomie und Nachhaltigkeit an der Hertie School of Governance in Berlin, vertrat in einem Interview mit dem Deutschlandfunk die Position, dass bei einem Einleiten des Kohleausstiegs auf Grundlage der oben erwähnten Studie des Deutschen Instituts für Wirtschaftsforschung auf einen Teil der Braunkohle des Hambacher Tagebaus verzichtet werden könnte. Vor diesem Hintergrund sah sie in der angekündigten Rodung durch die RWE AG, bevor die Kohlekommission einen Kompromiss erarbeitet hat, eine unnötige Eskalation. Der ranghöchste Bergbaubeamte in Nordrhein-Westfalen, Andreas Nöthen, bezeichnete unabhängig hiervon eine Rettung des Hambacher Forsts als nicht möglich. „Selbst wenn die Politik beschließen würde, noch heute aus der Braunkohle auszusteigen, müssten die Tagebaue um einige Hundert Meter in alle Richtungen vergrößert werden, um die Böschungen so abzuflachen, dass sie in den kommenden Jahrhunderten stabil bleiben“. Er wurde hierin bestätigt durch Christian Niemann-Delius, emeritierter Bergbau-Professor der RWTH Aachen. Vorbereitungen zur Stilllegung eines Braunkohletagebaus nähmen „allermindestens ein Jahrzehnt“ in Anspruch. In dieser Zeit müsse der Tagebau weitergeführt werden, „um verheerende Umweltschäden zu verhindern“, etwa durch abgebrochenes Wassermanagement. „Erst wenn die Abschlussbetriebspläne genehmigt sind, kann man mit dem Ausstieg beginnen.“

### Bundes- und Landespolitik
In einem offenen Brief forderten Grünen-Fraktionschef Anton Hofreiter sowie Fraktionsvize Oliver Krischer Bundeswirtschaftsminister Peter Altmaier (CDU) und Umweltministerin Svenja Schulze (SPD) auf, die geplante Rodung des Hambacher Forsts auszusetzen. Es könne nicht sein, „dass der Wald gerodet wird, solange die Kommission arbeitet. Ein Kohlekonzern, der im Rheinland für seinen Tagebau Flüsse, Dörfer und Autobahnen wie Spielzeug verlegt, ist auch in der Lage, so zu baggern, dass der Rest des Hambacher Waldes erhalten werden kann.“ Darüber hinaus drückten die Abgeordneten ihre Zweifel gegenüber der Begründung von RWE aus, den Tagebau Hambach nicht zu verkleinern.
Die Vorsitzende der SPD-Bundestagsfraktion Andrea Nahles warf den Grünen vor, beim Klimaschutz die Betroffenen in den Kohleregionen zu vernachlässigen. Eine Verengung der Klimaproblematik auf die Braunkohle sei für die SPD nicht akzeptabel. „Wir können diese Technologie nicht einfach abknipsen. An der Kohle hängen Lebensläufe und ganze Regionen.“ Der SPD-Abgeordnete Matthias Miersch widersprach Nahles indirekt und warnte davor, Interessen von Menschen und Klimaschutz als Gegensatz anzusehen: „Wer Klimaschutz betreibt, der macht Politik zum Schutz der Menschheit und auch zum Schutz deutscher Industrie“, und rief bezüglich des Hambacher Waldes zur Besonnenheit auf. „Wichtig ist, dass vermieden wird, dass dort eine Eskalation stattfindet.“ An seine eigene Fraktion gerichtet, warb er für eine Kompromisslösung: „Nicht immer, wenn man einen Anspruch hat, ist es auch legitim, den auf Teufel komm raus durchzusetzen.“
Bundeswirtschaftsminister Peter Altmaier (CDU) verteidigte die Räumung des Forstes und erhob gegenüber Sabine Leidig im Bundestag den Vorwurf, eine unternehmerische Entscheidung, die durch Gerichte und Parlamente bestätigt sei, zu „denunzieren“.
Der energiepolitische Sprecher der FDP, Martin Neumann, verwies auf die durch die Grünen selbst geschaffene Rechtsgrundlage der Rodung. Mit dieser werde „auch den Entscheidungen der Kohlekommission mitnichten vorgegriffen. Den Kohleausstieg kann man nicht einfach widerrechtlich erzwingen.“ Ähnlich äußerte sich Andreas Pinkwart, Wirtschafts- und Energieminister des Landes Nordrhein-Westfalen, der insbesondere eine Neubewertung der Situation infolge des 2016 durch Bundestag und Bundesrat ratifizierten Pariser Klimaabkommen verneinte. Der Abgeordnete Lorenz Gösta Beutin (DIE LINKE) kritisierte vor dem Hintergrund der Ausschreitungen in Chemnitz die Kriminalisierung und Repression der Protestierenden, die sich für Klimagerechtigkeit und die Zukunft der Menschen einsetzten. „Wir als Linke sagen: Wir solidarisieren uns mit den Protesten im Hambacher Forst. Hambi bleibt!“
Die zum Teil gewalttätige Form des Protests der Waldbesetzer wurde von verschiedenen Seiten kritisiert, insbesondere die Gewalt gegen Einsatzkräfte der Polizei fand einstimmige Verurteilung. Der Grünen-Politiker Volker Beck äußerte auf Twitter: „In einer Demokratie gibt es kein Recht auf Gewalt. Ziviler Widerstand und Protest ist unsere Möglichkeit und unsere Wahl. Der Polizist entscheidet nicht über seinen Auftrag. Er ist nicht der Gegner.“ Ebenso solidarisierte sich Grünen-Fraktionschefin Monika Düker mit den Protestierenden, rief jedoch ausdrücklich dazu auf, sich „endlich klar und eindeutig von den gewalttätigen Aktionen zu distanzieren und diese Täter in ihren Reihen nicht zu dulden.“

### Presse
Die Kontroversen um den Hambacher Forst wurden in Print- und Onlinemedien ausführlich thematisiert. In der FAZ kommentierte Reiner Burger, die Siedlung der Waldbesetzer sei von Anfang an auch Sammelpunkt für gewaltbereite Linksextremisten gewesen: „Es ist erschreckend, dass das angeblich bürgerliche örtliche Milieu sich davon nie unmissverständlich abgegrenzt hat“ und kritisierte die Rolle der Grünen in der politischen Auseinandersetzung: „[Sie saßen mit] am Kabinettstisch, als die nordrhein-westfälische Landesregierung vor etwas mehr als zwei Jahren bestätigte, dass RWE seinen Tagebau Hambach unverändert fortführen kann und also auch die Bäume fällen darf. Nun haben sie rückwirkend ihre Liebe zum Forst entdeckt.“ Ähnlich äußerte sich Rainer Haubrich in der Welt. Legitim sei, gegen die Erweiterung des Tagebaus zu protestieren, nicht legitim dagegen die kriminelle Energie, mit der manche Aktivisten vorgingen. Der Journalist Tomas Avenarius stellte in der Süddeutschen Zeitung fest: „Erst feiern die Umweltaktivisten, dass ein Gericht die Rodung des Hambacher Forsts vorerst untersagt und ihnen so – zumindest im Ansatz – recht gibt. Aber dann erklären einige Umweltschützer, dass sie einer endgültigen Entscheidung der Justiz schon misstrauen, bevor das eigentliche Verfahren begonnen hat, und nageln neue Baumhäuser zusammen“, und stellte die Frage: „Was sagt man denen, die das Gesetz aus weit weniger ehrenwerten Motiven in Frage stellen als die Baumhausbewohner – Reichsbürgern, Rechtsradikalen und anderen Rechtsbrechern?“
Zahlreiche Pressestimmen verwiesen auf den Unterschied zwischen Recht und Moral, so etwa Petra Pinzler in der Süddeutschen Zeitung: „Auf der einen Seite stehen Recht und Rendite, auf der anderen die Moral, die man sich nicht leisten will.“ Ein weiterer Kommentar derselben Zeitung sprach von einer „verheizten Heimat“. RWE könne sich zwar auf rechtskräftige Zusagen berufen, die auch vor Gericht standhielten, ebenso sei der Einsatz der Polizei nicht zu beanstanden, wenn sich Genehmigungen nicht anders durchsetzen ließen. In Zeiten der Energiewende sei jedoch kaum noch zu vermitteln, „warum ein ganzer Landstrich verfeuert werden muss“. Eine Kolumne von Christiane Schulzki-Haddouti in der Zeitschrift Spektrum der Wissenschaft stellte fest, dass RWE und die nordrhein-westfälische Landesregierung sich noch im gesetzlichen Rahmen bewegten, doch legitim sei ihr Handeln längst nicht mehr. „Das Beharren der beiden Akteure, die vor über 40 Jahren eingeschlagene Route nicht zu verlassen, verstößt angesichts der Heißzeitstudie gegen jede ökologische und ökonomische Vernunft.“ Bereits die nächste Generation werde mit den Folgen des Klimawandels zu leben haben. Lorenz Gösta Beutin (Linkspartei) bezeichnete in einem Kommentar der Zeitung Neues Deutschland die Funktionäre von RWE als „Kohle-Rendite-Haie“. Diese könnten zwar politische Entscheidungen, das Gesetz, Gerichtsurteile und die Staatsmacht auf ihrer Seite wähnen, die Rodung des Hambacher Forstes sei nichtsdestoweniger ungerecht: „Okay RWE, verstanden, du hast recht. Aber lass die Bäume laufen!“
Stefan Schultz schrieb in einem bei Spiegel Online veröffentlichten Kommentar, die Protestbewegung und die Umweltverbände kämpften den „falschen Kampf“. Für eine Rettung des Hambacher Forstes hätte der Kohleausstieg früher kommen müssen. Der RWE-Konzern fälle nicht nur in Hambach alte Bäume, sondern habe auch mehr als zehn Millionen neue gepflanzt, etwa auf der nahegelegenen Sophienhöhe. BUND und Greenpeace gefährdeten mit besagtem Kampf viel wichtigere Ziele wie ihre Mitarbeit in der deutschen Kohlekommission, die Vermengung von friedlichem Protest mit gewaltsamem sei „unglücklich“. Der Hambacher Forst als Symbol sei zwar verführerisch, jedoch sei es sinnvoller, wenn sich Umweltschützer auf den Kohleausstieg konzentrierten. „Wie viel von diesem schmutzigen Energieträger noch verfeuert wird, hängt nicht zuletzt davon ab, wie gut sie ihre Arbeit in der Kommission machen.“ Der Wirtschaftsjournalist Jürgen Flauger verurteilte im Handelsblatt die gewaltsamen Formen des Protests ebenfalls, riet jedoch RWE davon ab, weiter auf sein Recht zu pochen. Durch einen Verzicht auf die Rodung könne der Konzern mehr gewinnen als verlieren. Im Gegenzug müssten die Umweltverbände an einer vernünftigen politischen Lösung mitwirken, die RWE und den Beschäftigten des Unternehmens gerecht würde.

### Kirchen
Der Katholikenrat der rheinischen Region Düren sprach sich gegen die Rodung aus und setzte mit einer Prozession mit dem Aachener Friedenskreuz ein „deutliches, friedliches Zeichen für den Fortbestand unserer Erde“ und gegen die „Gewinnsucht unserer Zeit“. Gleichzeitig wurde am ehemaligen Standort einer inzwischen abgetragenen Kapelle im für die Erweiterung des Tagebaus teilweise umgesiedelten Ort Manheim des im Kontext der Räumung des Hambacher Forsts tödlich verunglückten Steffen Meyn gedacht. Der Katholikenrat nimmt an der Anfang 2016 gegründeten Initiative Friedensplan teil, welche sich sechsmal mit Vertretern der RWE AG zu Gesprächen traf. Die Initiative ist ein Bündnis aus Kirchen, Umweltschutzorganisationen und Bürgerinitiativen. Als Motivation für das Engagement gilt auch die Umwelt-Enzyklika Laudato si’ von Papst Franziskus. In der Enzyklika fordert Franziskus den Ausstieg aus der Nutzung fossiler Energieträger und stellt eine Verbindung zwischen dem herrschenden Wirtschaftssystem und dem weltweiten Ressourcen- und Klimaproblem her.
Auch Manfred Rekowski, Präses der Evangelischen Kirche im Rheinland, forderte RWE und Landesregierung zum Dialog auf. Zwar habe der Energiekonzern aufgrund vorliegender Genehmigungen das Recht auf seiner Seite, während der Gespräche der Kohlekommission müsse jedoch auf Rodungen verzichtet werden, sagte Rekowski in Düsseldorf dem Evangelischen Pressedienst (epd). „Es dient auch dem gesellschaftlichen Frieden, wenn an dieser Stelle nicht Fakten geschaffen werden.“
Bedenken an einem zu starken Engagement gegen die Interessen der RWE AG kommen teils von Vertretern der unmittelbar am Tagebau liegenden katholischen Kirchengemeinden, u. a. weil umgesiedelte Gemeinden auf das finanzielle Entgegenkommen bei Entschädigungen durch den Konzern angewiesen sind.

### Künstlerische Rezeption
Der Regisseur und Kameramann Aribert Weis drehte 1980 und von 1980 bis 1990 zusammen mit Regine Heuser die Dokumentarfilme „Die Leute von Lich-Steinstraß“ (Auszeichnung „Fernsehspiel des Jahres 1980“) und „Lich-Steinstraß stirbt oder Requiem für ein Maiglöckchen“. Dokumentiert wird eines von vielen Dörfern, das den von RWE betriebenen Braunkohle-Tagebauen im Umland von Köln weichen musste. Die Filme zeigen das Leid der Bewohner, die umgesiedelt werden, und bezeugt, wie sehr das „größte Loch der Welt“ die Landschaft zerstört hat. Gezeigt wird zudem, wie der älteste Wald Nordrhein-Westfalens dem Projekt Stück für Stück zum Opfer fällt und durch den Eingriff in das Grundwassersystem der umgebenden Landschaft irreparable Schäden zugefügt wurden.
Die Künstlerin Susanne Fasbender bereiste das Rheinische Braunkohlenrevier und schuf in den Jahren 2012 bis 2018 mit ihrer Trilogie Brand I – III ein Filmopus, in dem sie die Zusammenhänge zwischen Rohstoffabbau, Landnahme, Zerstörung alter Kulturlandschaften, Wirtschaftswachstum und Klimakrise analytisch dokumentiert und versucht, die zugrundeliegenden Strukturen offenzulegen. Der dritte Teil widmet sich dem Braunkohlewiderstand und blickt mit einem Schwerpunkt auf die Besetzung des „Hambacher Forstes“ seit 2012 und seine Bedeutung im Kontext der Internationalisierung der Klimabewegung.
Der Fotograf Martin Claßen fertigte Anfang des Jahres 2018 Porträtfotos einzelner Bäume des Hambacher Forsts an. Eine Auswahl von rund 50 Schwarz-Weiß-Bildern fasste er zu der Ausstellung „Die Todgeweihten“ zusammen. Die Fotos wurden im Rahmen des Photoszene-Festivals in Köln gezeigt.
Der Berliner Liedermacher und Kabarettist Bodo Wartke veröffentlichte im September 2018 die Klavierballade „Hambacher Wald“.
Der Liedermacher Gerd Schinkel veröffentlichte die Ballade „Hambi bleibt“, in der er die durch den Konzern RWE verursachten Zerstörungen und die Polizeigewalt im Zusammenhang mit der Räumung der Baumhäuser und Protesten gegen die geplante Rodung des Hambacher Waldes thematisiert. Das Lied präsentierte Schinkel auch auf der Großdemonstration gegen die Rodung am 6. Oktober vor mehreren zehntausend Demonstranten.

### Medienbeiträge zu den Protesten im Herbst 2018
- Gero Rueter: Braunkohle vom Hambacher Forst wird nicht mehr gebraucht. In: dw.com. 1. Oktober 2018, abgerufen am 2. Oktober 2018.
- Studie: Staat muss Folgekosten des Kohleabbaus “schleunigst” finanziell absichern. In: welt.de. 24. September 2018, abgerufen am 2. Oktober 2018.
- Kölner Stadt-Anzeiger: Kampf um den Hambacher Forst (Dossier)
- Gero Rueter, Anika Limbach: Hambacher Forst: DW-Faktencheck. In: dw.com. 5. Oktober 2018, abgerufen am 17. Oktober 2018.